# Nouveau-Mexique
« New Mexico » redirige ici.  Pour les autres acceptations, voir New Mexico (homonymie).
Pour l'ancien territoire mexicain du Nouveau-Mexique, voir Santa Fe du Nouveau-Mexique.
Le Nouveau-Mexique (en anglais : New Mexico /nu ˈmɛk.sɪ.koʊ/ ; en espagnol : Nuevo México /ˈnweβo ˈmexiko/ ) est un État du Sud-Ouest des États-Unis, bordé à l'ouest par l'Arizona, au nord par le Colorado, à l'est par le Texas et au sud par les États mexicains de Chihuahua et de Sonora. Faisant partie des quatre États des Four Corners, le Nouveau-Mexique a une superficie de 314 926 km2 et est peuplé de 2 096 829 habitants (2019). Sa forme est proche d'un carré de 550 km de côté. La capitale de l’État est Santa Fe et la plus grande ville est Albuquerque.

## Origine du nom
Le nom « Nouveau-Mexique » a été donné par les Espagnols aux terres situées au nord de la rivière Rio Bravo (la région supérieure du Rio Bravo a été appelée Nuevo México dès 1561). Le nom a été anglicisé et donné également aux terres cédées aux États-Unis par le Mexique après la guerre américano-mexicaine. Le nom Mexique provient quant à lui de la langue aztèque et signifierait "dans le nombril du monde".

## Préhistoire
La Tradition Folsom date du début du XXe siècle. À cette époque, pensait-on, l'histoire des Amérindiens commençait il y a 10 000 ans, avec l'arrivée des vagues de population depuis la Sibérie. Des dizaines de bisons tués au moyen de lances et de pointes retrouvées dans les os des bisons, permettent de dater la découverte dans les années 1930 d'un campement préhistorique à Lindenmeier (Colorado) qui fut analysé et daté de 12 000 ans.
La caverne de Pendejo, située à une quinzaine de kilomètres de Sacramento, révèle des dates d'occupations humaines encore plus anciennes remontant jusqu'à 55 000 ans.
La grotte de Sandia, localisée près d'Albuquerque, a été datée de 25 000 ans à 27 000 ans. De nombreux outils, des pointes de lances et des os de mammouths ont permis d'effectuer cette datation.

## Histoire
Le Nouveau-Mexique fait partie de territoires qui, en 1846, furent cédés par le Mexique sous le nom de Cession mexicaine, à la suite de la guerre américano-mexicaine. Par la suite, il est devenu territoire des États-Unis (sur une très large superficie incluant l'Arizona voisin), ce n'est que depuis le 6 janvier 1912 que le Nouveau-Mexique a le statut d'État.

### Amérindiens Pueblos
Les premiers Amérindiens ont exploité les ressources de la région et ont développé une culture originale il y a plusieurs millénaires. Les ruines amérindiennes témoignent de cette occupation ancienne dans la région de Santa Fe et dans les grottes-montagnes de Sandia dont le sommet le plus élevé est la crête de Sandia (3 255 m d'altitude) près d'Albuquerque. Les Amérindiens Pueblos sont leurs successeurs : ils ont construit des petites villes notamment dans la vallée du río Grande.
Le premier à prendre contact avec les pueblos sont Estevanico d'Azemmour et Marcos de Niza envoyés en éclaireurs par le vice-roi du Mexique, Antonio de Mendoza. Marcos de Niza assimila les villages pueblos aux légendaires cités d'or. Le conquistador Francisco Vásquez de Coronado mena alors une expédition pour trouver ces cités en 1540-1542. Il établit son camp dans l'actuel Coronado Historic Site (en) en 1541. Mais son passage souleva l'hostilité des indigènes qui furent finalement écrasés par les Espagnols. Les trois principaux villages pueblos sont Zuni, Santo Domingo, et Laguna.

### Colonisation espagnole

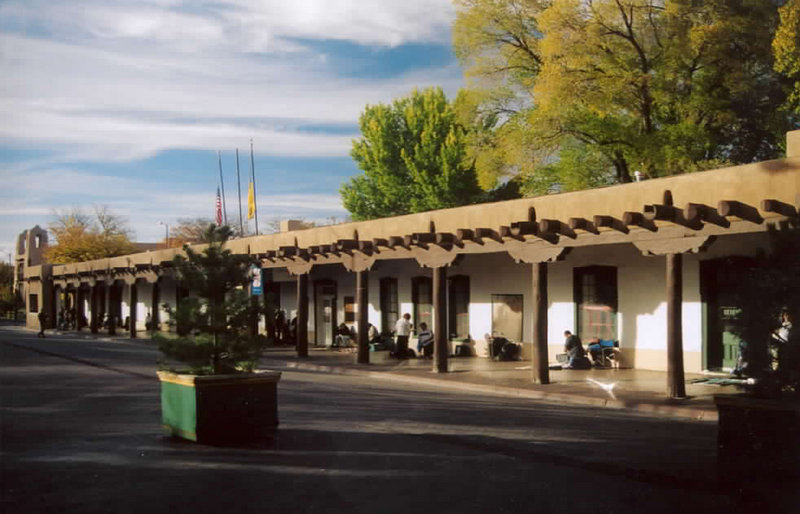
Palais des gouverneurs espagnols à Santa Fé.

Les Espagnols se sont lancés dans l'exploration du Nouveau-Mexique dès le XVIe siècle : Francisco Vásquez de Coronado est l'un des premiers à visiter la région. Juan de Oñate part du Mexique en 1598 et fonde un village appelé San Juan, sur le site actuel de Santo Domingo. Il envoie Vicente de Zaldivar écraser les Indiens Acoma ; il massacre 500 hommes et les survivants sont soit réduits en esclavage, soit amputés d'un pied pour les hommes âgés de plus de 21 ans. Lors des expéditions lancées contre les Indiens Tompiros, 800 indigènes sont tués et leurs pueblos sont rasés. Oñate acquiert une réputation sanguinaire et de nombreux Amérindiens quittent leurs villages pour trouver refuge dans les montagnes, où ils meurent de froid et de faim. Oñate doit quitter son poste de gouverneur. En 1609, Pedro de Peralta fonde la ville de Santa Fe à la tête de 250 Espagnols, militaires et colons et 700 indigènes originaires de Tlaxcala. L'avancée espagnole contraint les Indiens Pueblos à se réfugier auprès des Apaches.
L'Espagne prit possession des territoires indiens du Nouveau-Mexique qui fut intégré à la Nouvelle-Espagne. Les Espagnols installèrent des missions (Picuris Pueblo, Pecos Pueblo) et des forts (Santa Fe, El Paso) pour encadrer les indigènes, mais cet encadrement ne fut jamais suffisant. Le Nouveau-Mexique ne fut pas une colonie de peuplement : on comptait 250 Espagnols en 1630. Une société esclavagiste se met en place avec le système de l'encomienda. Entre les années 1630 et 1680, un contexte difficile (sécheresse, famine, épidémie de variole, attaques des Apaches) pousse les Pueblos à se révolter. Ils attaquent les colons ou les franciscains à Taos-Jemez (1639), San Juan et Santa Fe. En 1680, la Grande Révolte est organisée par Popé, un chaman de la tribu des Tewa. Il coordonna la rébellion en envoyant des cordelettes nouées pour annoncer le début de l'insurrection contre les Espagnols. Cette dernière aboutit au massacre de près de 400 Espagnols, à la destruction des églises et à la prise de Santa Fe, avec l'aide des Apaches. Les Pueblos exigeaient alors la fin de la présence espagnole et la libération de tous les esclaves de Nouvelle-Espagne. En 1698, le gouverneur finit par rétablir l'ordre après avoir massacré et réduit en esclavage des centaines d'Amérindiens. Seuls les Hopis demeurent insoumis ; les autres doivent verser un tribut en nature et entretenir le palais du gouverneur.

### État mexicain
Au moment de l'indépendance du Mexique, obtenue après la victoire des indépendantistes contre la couronne espagnole en 1821, la province du Nouveau-Mexique demeure sous la domination de son gouverneur espagnol Facundo Melgares (en poste depuis 1818).
Les habitants de la région entretiennent des liens commerciaux avec Mexico par l’intermédiaire du Camino Real de Tierra Adentro, qui reliait la capitale mexicaine à la ville de San Juan Pablo, 2600 kilomètres plus au nord. La plupart des échanges se faisaient avec El Paso del Norte et Chihuahua. Ce dynamisme commercial pousse plusieurs commerçants et hommes d’affaires nord-américains à venir s’installer au Nouveau-Mexique (et ce, malgré les réticences des autorités politiques locales). L’un d’entre eux, l’américain William Becknell, se lance même dans la création d’une société regroupant plusieurs commerçants (la société commerciale de la Voie de Santa Fe), et dirigée par Charles et William Bent. Leur premier relais commercial est établi dans la région en 1826. En parallèle, au cours de l’année 1833, les membres de la société organisent la construction du Fort Bent sur la rivière Arkansas. Ce fort, qui sert également de plaque tournante commerciale, est situé à environ 320 km au nord-est de Taos. Ce sont principalement couvertures, chevaux et autres produits de consommation primaires qui y sont échangés et ce, malgré la difficulté pour les caravanes de se déplacer (la voie commerciale atteint même la Californie à la fin de la décennie 1820, par le Colorado, l’Utah puis le Nevada).
En 1836, une faction de colons anglo-saxons installés au Texas se rebelle contre le Mexique. La province, alors relativement autonome, souhaite s'émanciper totalement de la tutelle de Mexico. Les dirigeants de la république du Texas, nouvellement créée, revendiquent l'intégralité de la partie est du Nouveau-Mexique. S'ensuit alors toute une série de conflits entre les républiques texanes et mexicaines quant au partage de la région.

### Conquête de l’Ouest
L'exploitation minière et l'élevage de bétail contribuèrent à l'expansion de la population du Nouveau-Mexique à la fin du XIXe siècle.
Durant la guerre de Sécession, l'armée confédérée lança sa campagne du Nouveau-Mexique pour tenter d'ouvrir un nouveau front. Entre 1862 et 1863, Kit Carson « pacifie » les Navajos du Nouveau-Mexique pour le compte du général James Henry Carleton, le commandant militaire de la région. Au terme d'une campagne d'une grande brutalité, 10 000 Navajos sont emmenés en captivité. En une seule semaine de 1864, 126 moururent à Fort Canby des maladies et des privations. En 1868, plus de 2 000 des quelque 10 000 captifs étaient déjà morts.
Le Nouveau-Mexique n'étant pas un État, ses dirigeants sont nommés par Washington. La bande de Santa Fe, comme furent surnommés ces hauts fonctionnaires, était réputée pour sa corruption. Elle comprenait le gouverneur Samuel Axtell, le procureur général Thomas Catron, l'agent du gouvernement pour les affaires indiennes, le commandant militaire de la plus grande base militaire de la région, Fort Stanton, et la plupart de leurs subalternes.
L'arrivée des mineurs et des ranchers mena à la création de petites villes typiques du Wild West. Les hors-la-loi et les shérifs défrayaient régulièrement les manchettes des journaux, dont les célèbres Billy the Kid et Pat Garrett. Le territoire fut notamment secoué en 1878 par la guerre du comté de Lincoln qui opposa le puissant éleveur James Dolan, soutenu par le gouverneur Samuel Axtell et Thomas Catron, qu'il avait soudoyés, à son rival John Chisum. Les fusillades et assassinats qui s'ensuivirent firent plus d'une centaine de morts, parmi lesquels Billy the Kid.

### Seconde Guerre mondiale
L'histoire du Nouveau-Mexique pendant la Seconde Guerre mondiale est une période de changements dramatiques. Après l'entrée des États-Unis dans la Seconde Guerre mondiale en 1941, le Nouveau-Mexique devient un centre de développement d'armes nucléaires et une base importante pour l'armée américaine. La population de l'État augmenta considérablement à la fois pendant la guerre et dans les décennies suivantes, une période connue sous le nom de « Boom Years » dans l'histoire du Nouveau-Mexique. En 1940, le Nouveau-Mexique est peuplé de 530 000 personnes, ce nombre passe à plus de 950 000 en 1960. Le développement de la technologie militaire moderne créé également une relation unique entre le Nouveau-Mexique, le gouvernement fédéral et la communauté scientifique, qui existe encore aujourd'hui,,.

## Géographie

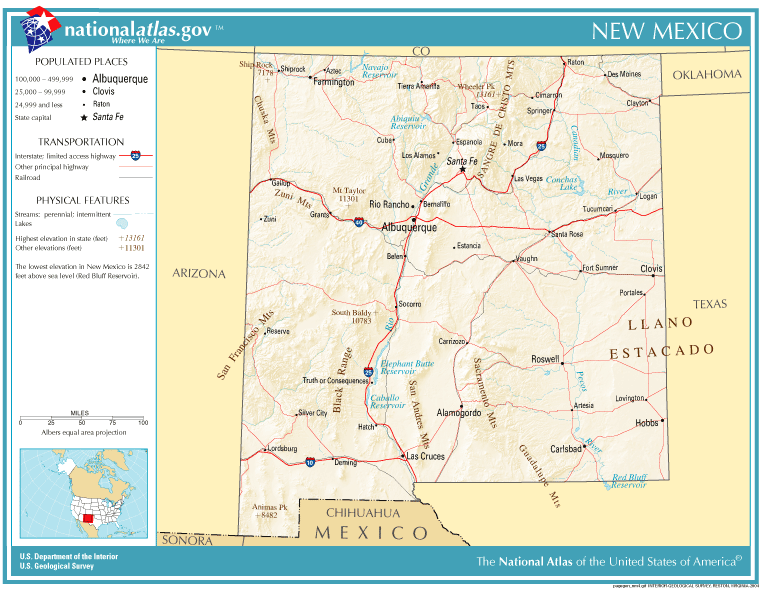
Carte du relief du Nouveau-Mexique.
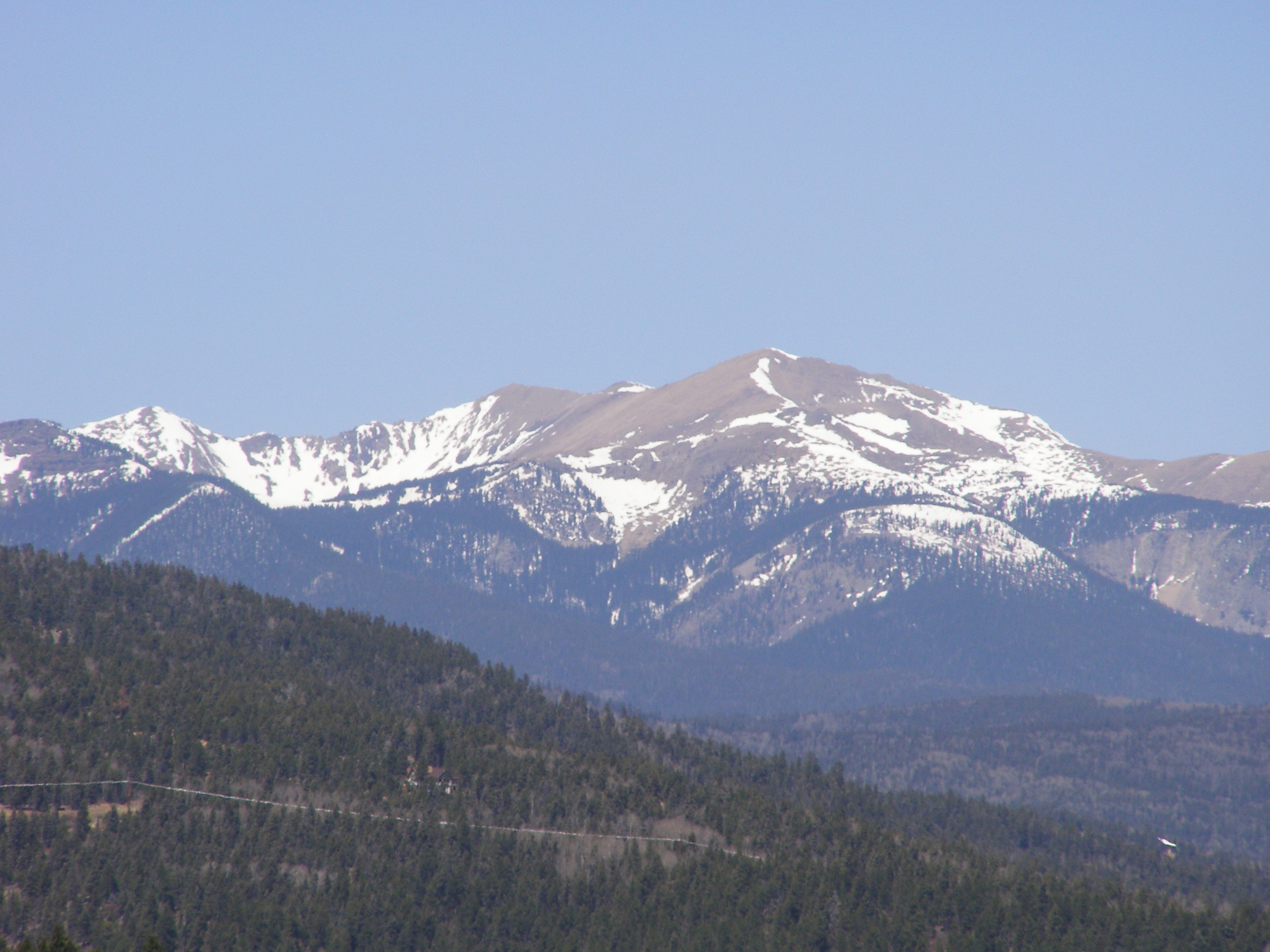
Pic Wheeler (4 011 m).
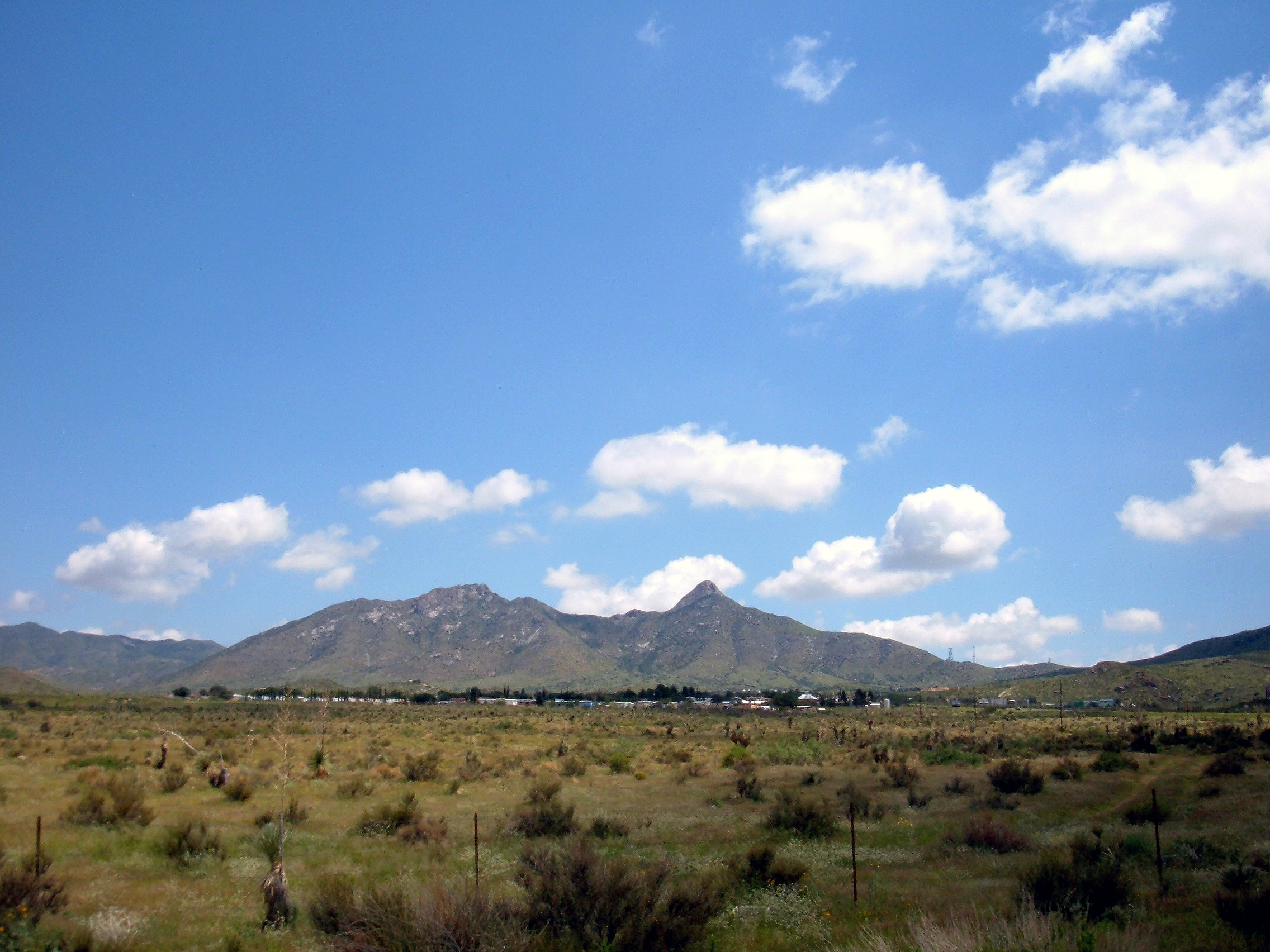
San Andres Mountains à l'est de Las Cruces.
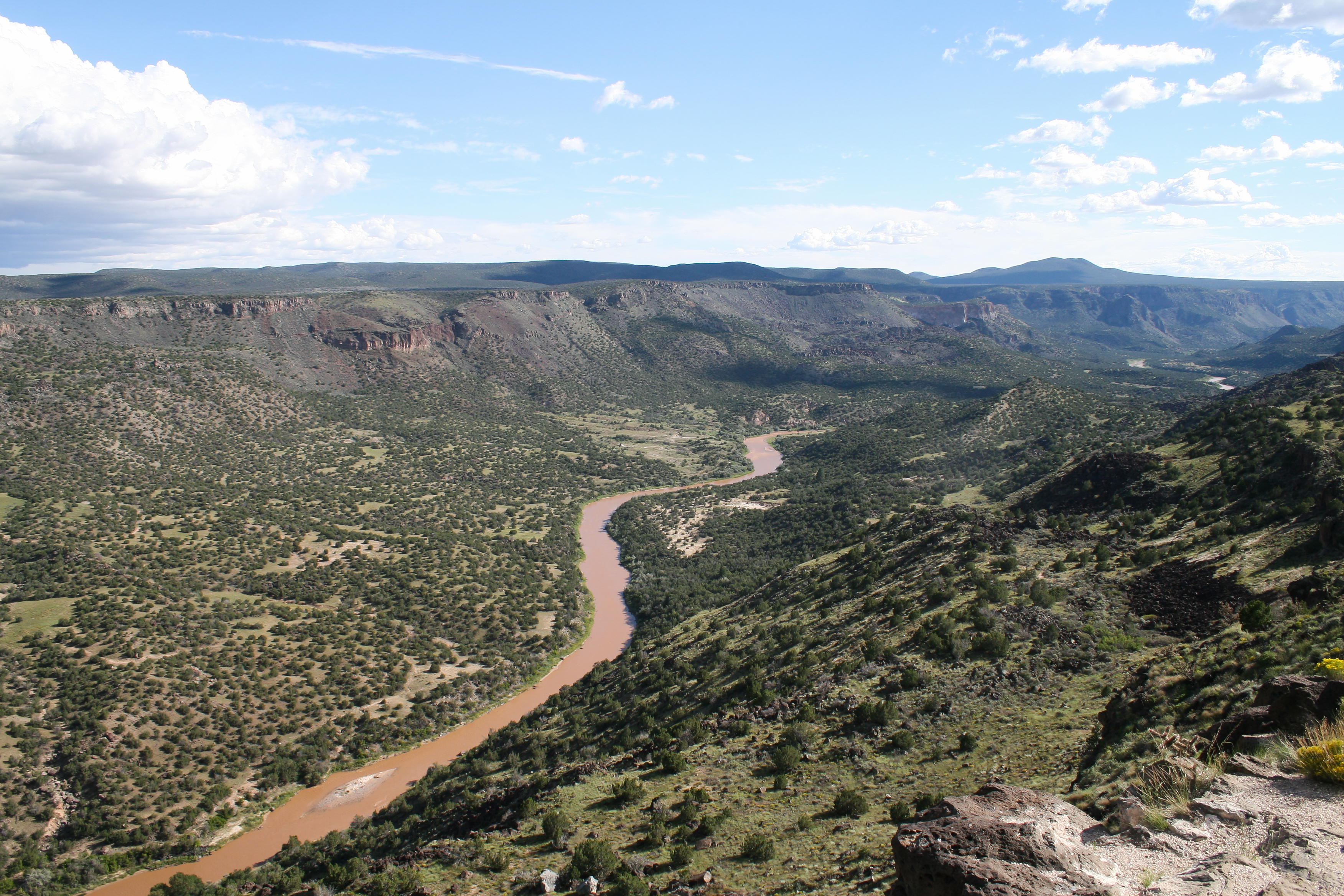
Le Rio Grande dans le White Rock canyon, à l'est de Los Alamos.
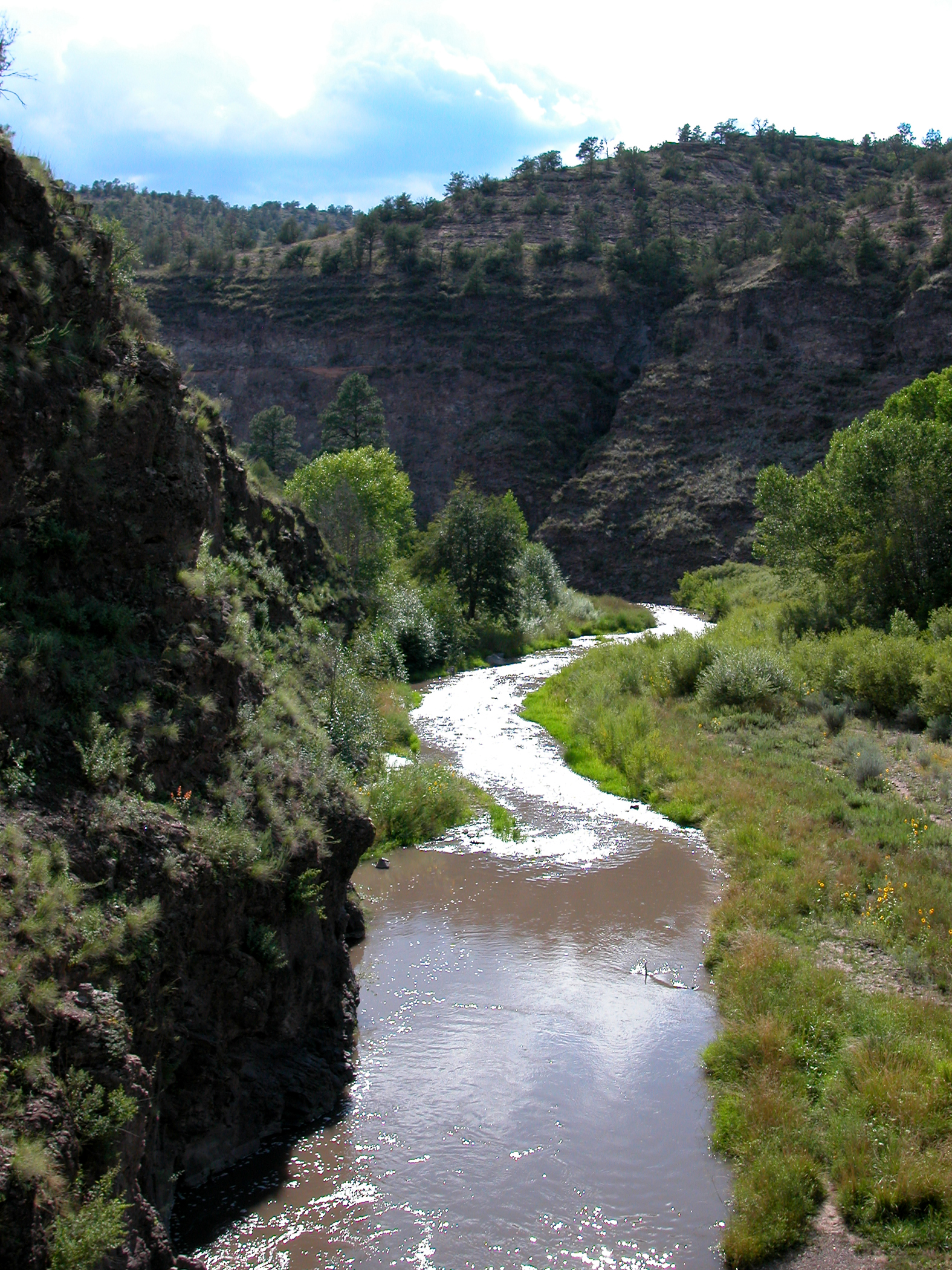
La Gila dans le sud-ouest du Nouveau-Mexique.
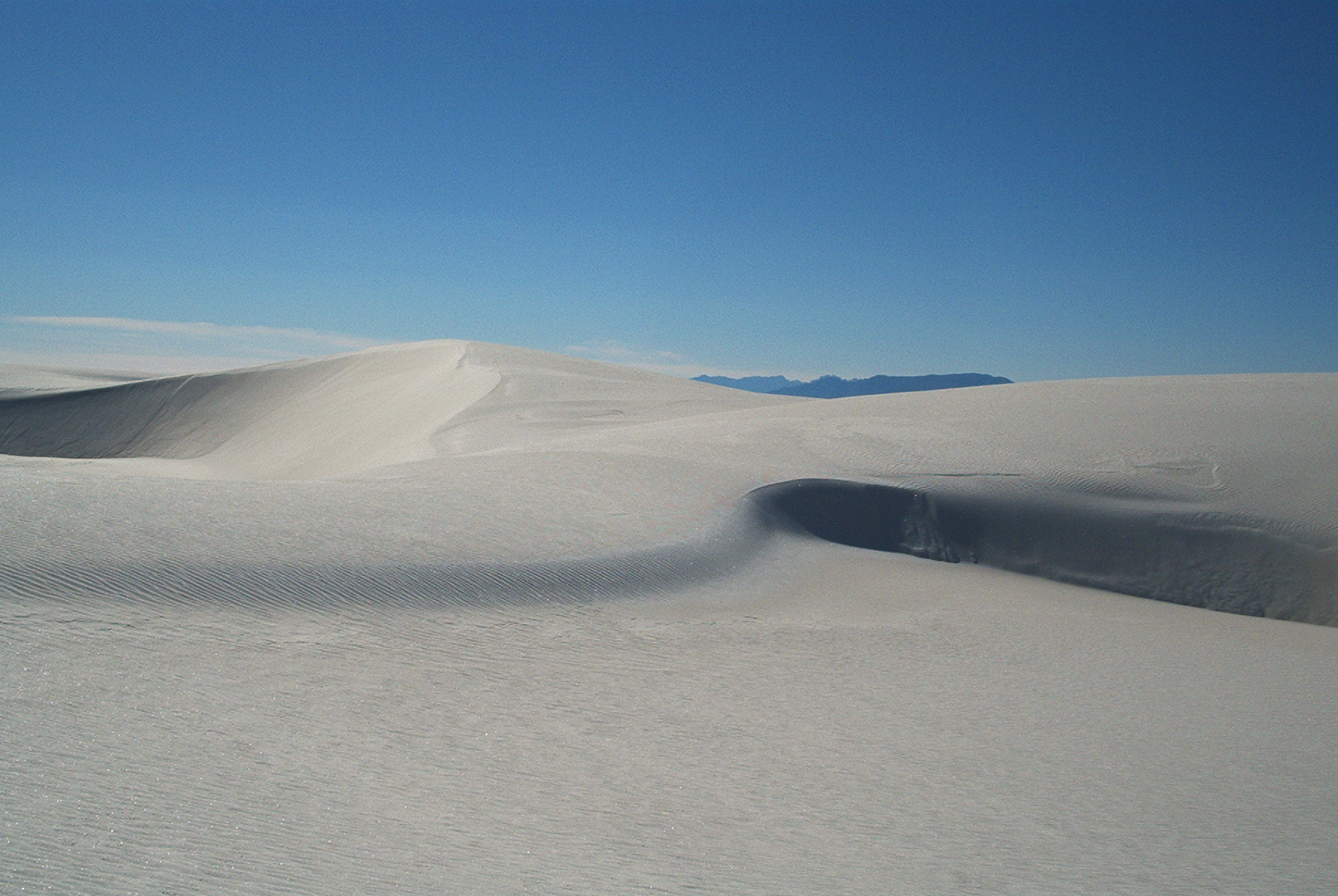
Dunes de gypse dans les White Sands.
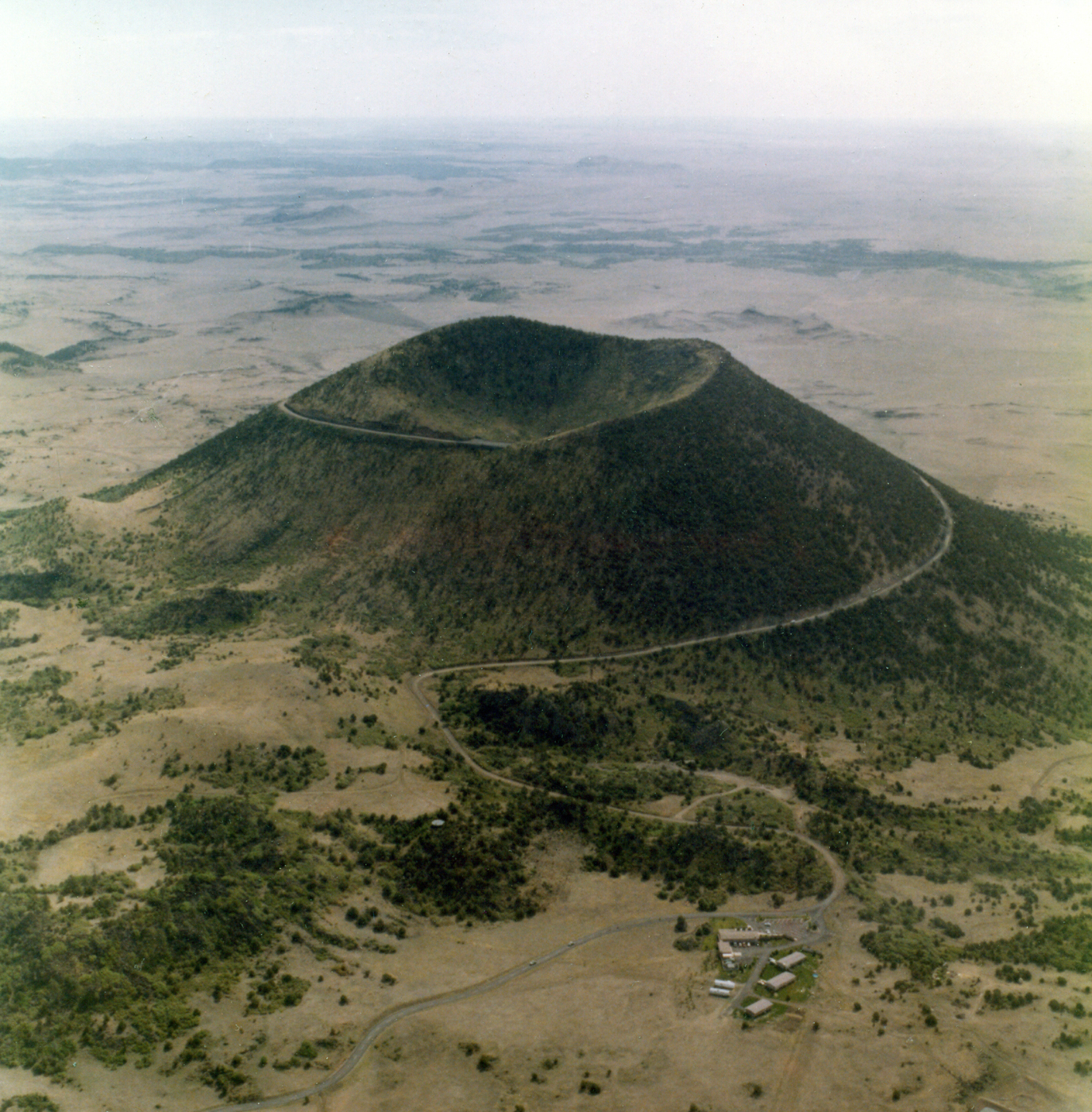
Cône du volcan Capulin (2 494 m).

### Généralités
L'État du Nouveau-Mexique est le 5e État des États-Unis par la taille, avec une superficie de 315 194 km2. Ce vaste État, plus grand que l'Italie, se rapproche, par sa forme, d'un carré. En effet il mesure 595 km de long pour 550 km de large et toutes ses frontières suivent des parallèles et des méridiens excepté pour une petite portion située au nord d'El Paso qui utilise le cours du Rio Grande. L'État s'étend entre 31°20’ et 37°00’ de latitude nord, des latitudes comparables à celles du Maroc et entre 103°05’ et 109°03’de longitude ouest. Il a pour États frontaliers le Colorado au nord, l'Arizona à l'ouest, le Texas et l'Oklahoma à l'est et le Texas et les États mexicains de Chihuahua et de Sonora au sud.

### Relief
L'État du Nouveau-Mexique, avec une altitude moyenne égale à 1 735 mètres, est un État essentiellement montagneux. Il se classe au quatrième rang des États américains les plus élevés derrière le Colorado, le Wyoming et l'Utah dont les altitudes moyennes respectives sont égales à 2 073 m, 2 040 m et 1 920 m. Son point le plus haut, le pic Wheeler, dans les Sangre de Cristo Mountains (les montagnes du sang du Christ), culmine à 4 011 mètres et constitue un des plus hauts sommets des Montagnes Rocheuses. C'est l'État américain qui possède la capitale la plus haute. La ville de Santa Fe est en effet située à une altitude de 2 100 m. La plus grande ville de l'État, Albuquerque, est située quant à elle à 1 600 m d'altitude.
Le nord de l'État est occupé par les Sangre de Cristo mountains qui constituent l'extrémité méridionale des Rocheuses. L'est est occupé par de grandes étendues plates appartenant au domaine de la Prairie dont l'altitude est comprise entre 900 m et 1 500 m. Ces hautes plaines prolongent en fait les hautes plaines texanes situées plus à l'est et forment une vaste mesa dénommée la Llano Estacado dont la vallée de la Canadian River marque la limite nord. Le sud et l'ouest sont occupés par des mesas et des montagnes, notamment les Sacramento Mountains dont le plus haut sommet est le Sierra Blanca Peak (3 659 m) et les montagnes San Andres dont le plus haut sommet est le Salinas Peak (2 733 m). Le quart nord-ouest est occupé par le plateau du Colorado au relief déchiqueté par l'érosion. La large vallée du Rio Grande sépare l'État en deux moitiés selon un axe nord sud. Cette vallée a la particularité d'être d'origine tectonique. Il s'agit d'un long fossé d'effondrement que bordent des montagnes. Le Rio Grande coule en effet dans un rift continental vieux de 35 millions d'années et certains scientifiques prédisent même qu'une mer pourrait y voir le jour d'ici quelques millions d'années.

### Hydrographie
Les plus importants cours d'eau du Nouveau-Mexique sont le Río Grande, le Rio Pecos, la Canadian River, le San Juan et la Gila. Le Rio Grande, avec 3 060 km de longueur, est le cinquième plus long fleuve des États-Unis et il traverse entièrement l'État du Nouveau-Mexique depuis la frontière nord jusqu'à la frontière sud. Sa large vallée fertile sépare l'État en deux moitiés selon un axe nord-sud. Elle abrite près de la moitié de la population de l'État qui se concentre notamment dans les villes de Albuquerque et Las Cruces. Le deuxième plus important cours d'eau est le Rio Pecos. Il s'agit du principal affluent du Rio Grande. Celui-ci coule de manière parallèle au Rio Grande à plusieurs dizaines de km à l'est dans les Grandes Plaines. Le réservoir de Red Bluff, construit sur son cours, constitue le point le moins élevé du Nouveau-Mexique avec une altitude de 866 m. La Canadian est un sous-affluent du fleuve Mississippi qui prend sa source dans les Sangre de Cristo Mountains et se dirige vers l'est. Le San Juan et la Gila sont deux affluents du fleuve Colorado. Le San Juan traverse le plateau du Colorado dans le nord-ouest de l'État. La Gila prend sa source dans les Black Range dans le sud-ouest de l'État.
L'État du Nouveau-Mexique est traversé du nord au sud par le Great Divide, une ligne de crêtes qui marque le partage des eaux en Amérique du Nord entre l'océan Pacifique et l'océan Atlantique. En effet tous les cours d'eau situés à l'ouest de cette ligne se dirigent vers l'océan Pacifique. La plupart sont des affluents et des sous-affluents du fleuve Colorado qui se jette dans le golfe de Californie. Tous les cours d'eau situés à l'est de cette ligne se dirigent vers l'océan Atlantique. La plupart sont des affluents ou des sous affluents des fleuves Mississippi et Rio Grande qui se jettent dans le golfe du Mexique.
Les eaux de certains cours d'eau cependant ne parviennent pas jusqu'à l'océan. C'est notamment le cas de ceux qui coulent dans le bassin de Tularosa. Il s'agit d'un bassin endoréique d'une surface de 16 800 km2 situé entre les Sacramento Mountains et les San Andres Mounts. Les cours d'eau y alimentent des lacs temporaires appelés localement playas. Ce bassin est en fait un fossé tectonique d'effondrement et il a la même origine géologique que la vallée voisine du Rio Grande.

### Paysages et végétation
L'État du Nouveau-Mexique présente une grande variété de paysages. On y trouve de vastes déserts dont les tonalités de couleurs vont du rose à l'ocre mais aussi de hauts sommets enneigés et de vastes plateaux tabulaires aux rebords érodés appelés mesas qui sont typiques des régions arides. Les montagnes sont recouvertes de forêts, en particulier dans le Nord de l'État.
Dans les plaines semi-désertiques qui couvrent une bonne partie de la moitié sud du Nouveau-Mexique et qui constituent une extension du désert de Chihuahua poussent des plantes adaptées à la sécheresse telles que les créosotiers, les mesquites, les cactus et les yuccas. En altitude poussent des genévriers et des pins ponderosas mais aussi des bouleaux et des épicéas.
Le Nouveau-Mexique a la particularité d'abriter le plus grand désert de gypse au monde. Son nom, les White Sands, c'est-à-dire les Sables blancs en français, fait référence à la couleur blanche de ses dunes. Celui-ci est situé dans le bassin de Tularosa dans le Sud-Est de l'État.
Un autre site remarquable est le Capulin Volcano National Monument. Il abrite un cône de cendres volcaniques vieux d'environ 60 000 ans aux formes bien préservées. Il appartient au champ volcanique de Raton-Clayton aujourd'hui éteint qui s'étend dans le nord-ouest du Nouveau-Mexique. Ce volcanisme est associé à l'existence d'un point chaud appelé le Raton hotspot.

### Climat
Le climat du Nouveau-Mexique est globalement aride et l'État ne reçoit en moyenne que 380 mm de précipitations par an. Celles-ci se concentrent de juillet à septembre et sont dues à la mousson qui affecte le sud-ouest des États-Unis. Les températures sont modérées par l'altitude si bien qu'en hiver le gel est fréquent la nuit et que les précipitations ont lieu sous forme de neige. L'influence maritime est nulle en raison de l'éloignement des côtes et les températures y connaissent de fait de grands écarts saisonniers mais aussi diurnes.
Cependant le climat est loin d'être homogène sur l'ensemble du territoire en raison de son importante extension en latitude et longitude et du relief. Ainsi on n'enregistre que 213 mm de précipitations annuelles à Farmington, une localité située sur le plateau du Colorado à l'extrême nord-ouest de l'État. Celles-ci sont égales à 225 mm à Albuquerque et 259 mm à Socorro, deux localités situées dans la vallée du Rio Grande. Elles atteignent 321 mm à Roswell et 469 mm à Clovis, deux localités situées dans les larges plaines de l'est. Cloudcroft, un village situé à une altitude de 2 600 m dans les Sacramento Mountains, avec 716 mm de précipitations annuelles, est la localité la plus arrosée. Les étés sont très chauds, même à une altitude relativement élevée puisque les maximales atteignent 33,3 °C en juillet à Albuquerque, pourtant située à plus de 1 600 m et 29,8 °C à Santa Fe située à plus de 2 000 m. Pour trouver des températures plus clémentes il faut se rendre encore plus haut. À Los Alamos, située à 2 200 m, les maximales ne sont plus que de 26,7 °C en juillet et à Cloudcroft, située à 2 600 m, elles ne sont plus que de 21,6 °C.
| Mois                  | Mois | Jan  | Fév  | Mars | Avr  | Mai  | Juin | Juil | Août | Sep  | Oct  | Nov  | Déc  |
| --------------------- | ---- | ---- | ---- | ---- | ---- | ---- | ---- | ---- | ---- | ---- | ---- | ---- | ---- |
| Albuquerque (1 619 m) | max. | 8,2  | 11,9 | 16,3 | 21,6 | 26,5 | 32,2 | 33,6 | 31,7 | 27,7 | 21,7 | 14,1 | 8,6  |
| Albuquerque (1 619 m) | min. | -5,7 | -3,1 | 0,1  | 4,2  | 9,2  | 14,6 | 18,0 | 17,0 | 12,9 | 6,1  | -0,4 | -4,9 |
| Roswell (1 133 m)     | max. | 12,4 | 15,5 | 19,9 | 24,8 | 29,3 | 34,2 | 34,8 | 33,3 | 30,0 | 25,2 | 18,9 | 13,3 |
| Roswell (1 133 m)     | min. | -4,1 | -1,6 | 2,4  | 7,4  | 12,6 | 16,7 | 19,3 | 18,3 | 15,1 | 8,4  | 1,7  | -3,6 |
| Santa Fe (2 048 m)    | max. | 6,1  | 9,3  | 13,4 | 17,9 | 22,8 | 28,3 | 29,8 | 28,3 | 24,9 | 19,1 | 11,3 | 6,5  |
| Santa Fe (2 048 m)    | min. | -9,2 | -6,2 | -3,4 | -0,2 | 4,5  | 9,4  | 12,2 | 11,5 | 7,8  | 1,8  | -4,7 | -8,9 |
| Cloudcroft (2 640 m)  | max. | 4,8  | 6,4  | 9,2  | 13,7 | 18,1 | 22,5 | 21,6 | 20,6 | 19,1 | 15,2 | 9,4  | 6,0  |
| Cloudcroft (2 640 m)  | min. | -8,4 | -7,1 | -5,3 | -2,3 | 2,1  | 5,6  | 7,7  | 6,9  | 4,1  | -0,6 | -4,9 | -8,0 |

### Montagnes

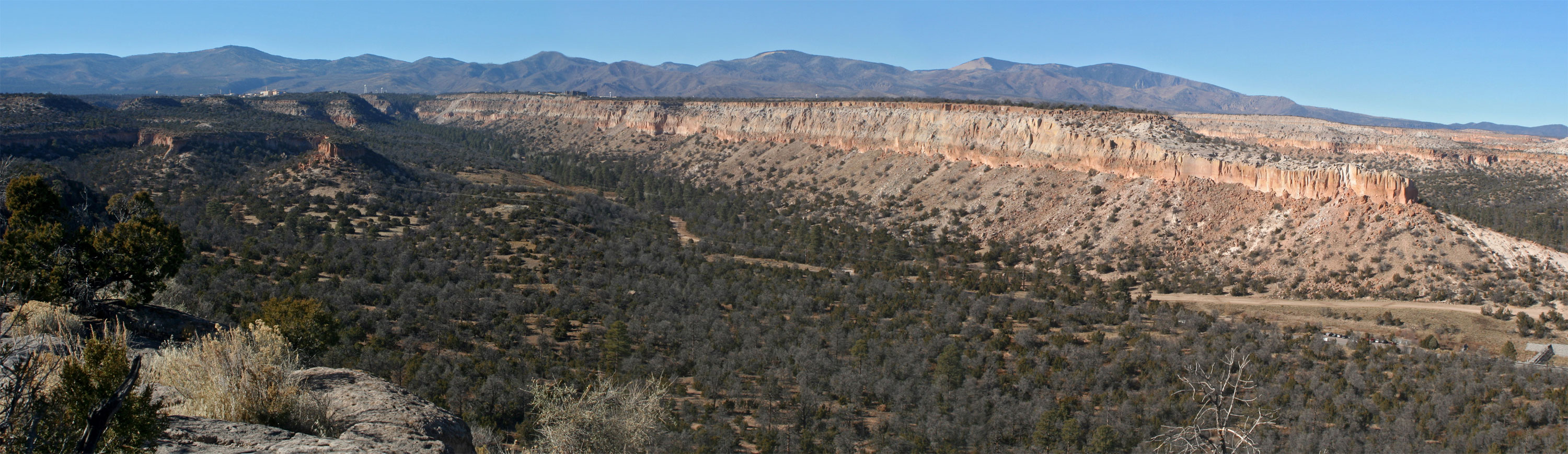
Le site de Los Alamos.

- Gila Mountains
- Montagnes Guadalupe
- Jemez Mountains
- Organ Mountains
- Monts Sandia
- Sangre de Cristo Mountains
- Sierra Blanca Mountains

### Sites intéressants

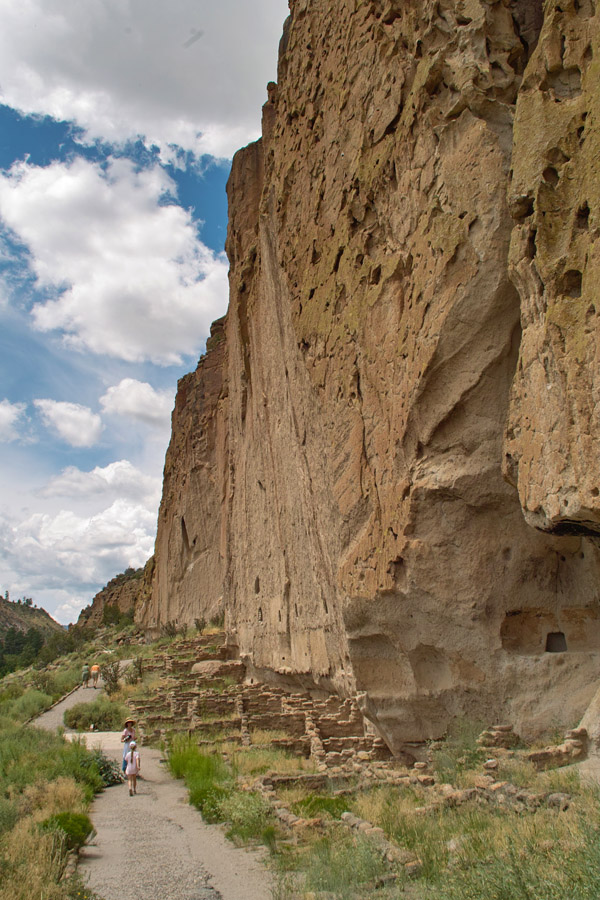
Bandelier National Monument, près de Santa Fe.

- Sites archéologiques

Le Nouveau-Mexique abrite de nombreux sites archéologiques amérindiens :
- - Site pré-Clovis : habitat préhistorique de la caverne de Pendejo daté de 55 000 ans ;
  - Site Clovis ;
  - Aztec Ruins National Monument offre des constructions en pierre du XIIe siècle ;
  - Au Bandelier National Monument, on trouve des grottes qui ont été occupées pendant des siècles et des dessins ;
  - Le Chaco Culture National Historical Park présente les ruines de villages Anasazis du IXe au XIIIe siècle de notre ère. Classé au patrimoine de l'Humanité de l'UNESCO ;
  - La ville de Santa Fe est l'une des plus anciennes des États-Unis. Elle a été fondée au début du XVIIe siècle.
- Curiosités naturelles :
  - Carlsbad Caverns : 83 grottes séparées dont les plus célèbres sont celles de Carlsbad Cavern. Elles représentent les grottes les plus profondes du pays (486,8 mètres). Le parc est entré sur la liste du patrimoine mondial de l'UNESCO en 1995 ;
  - El Malpais National Monument (formations volcaniques) ;
  - Rock Hound State Park (gisement de pierres semi-précieuses) ;
  - White Sands National Park (le plus grand désert de sable blanc du monde) ;
  - Valley of Fires Recreation Area (formations volcaniques) ;
  - Capulin Volcano National Monument.
- Zoo :
  - Living Desert State Park.
- Route :
  - Le Nouveau-Mexique est traversé par l'ancienne U.S. Route 66, et il reste quelques vestiges de ce passé, par exemple à Albuquerque, Grants ou San Fidel.

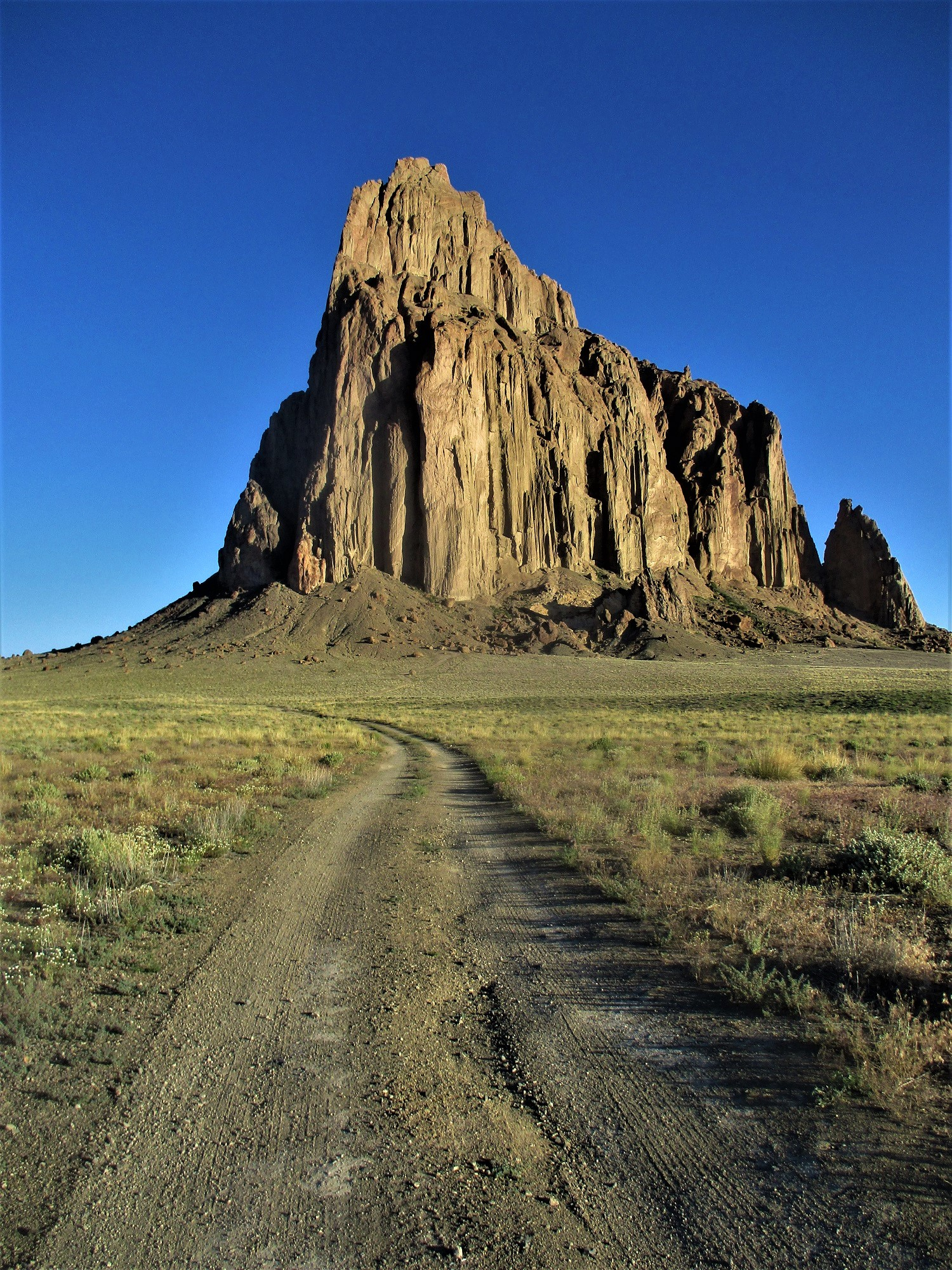
Rocher de Shiprock.
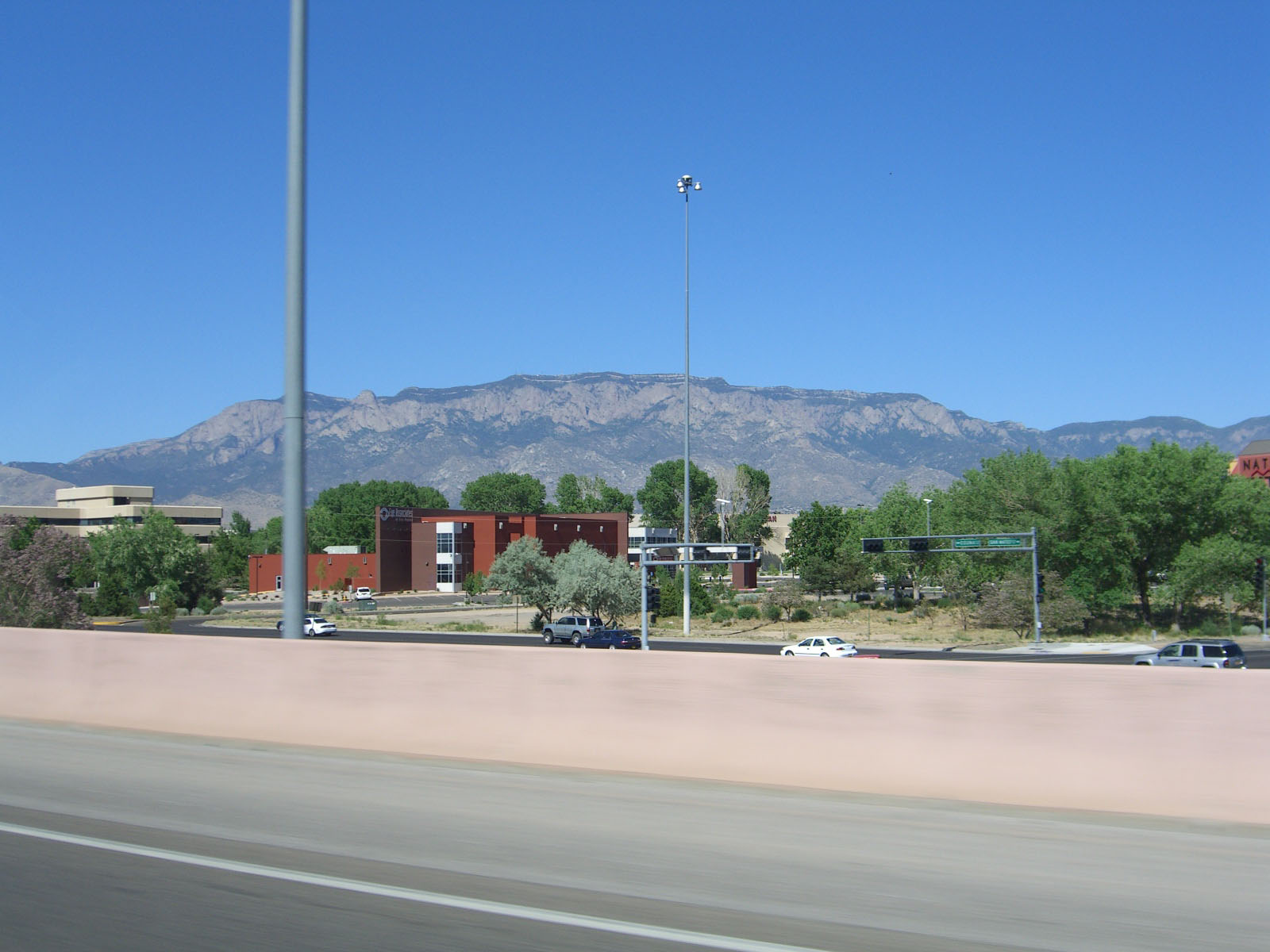
Vue sur les monts Sandia.
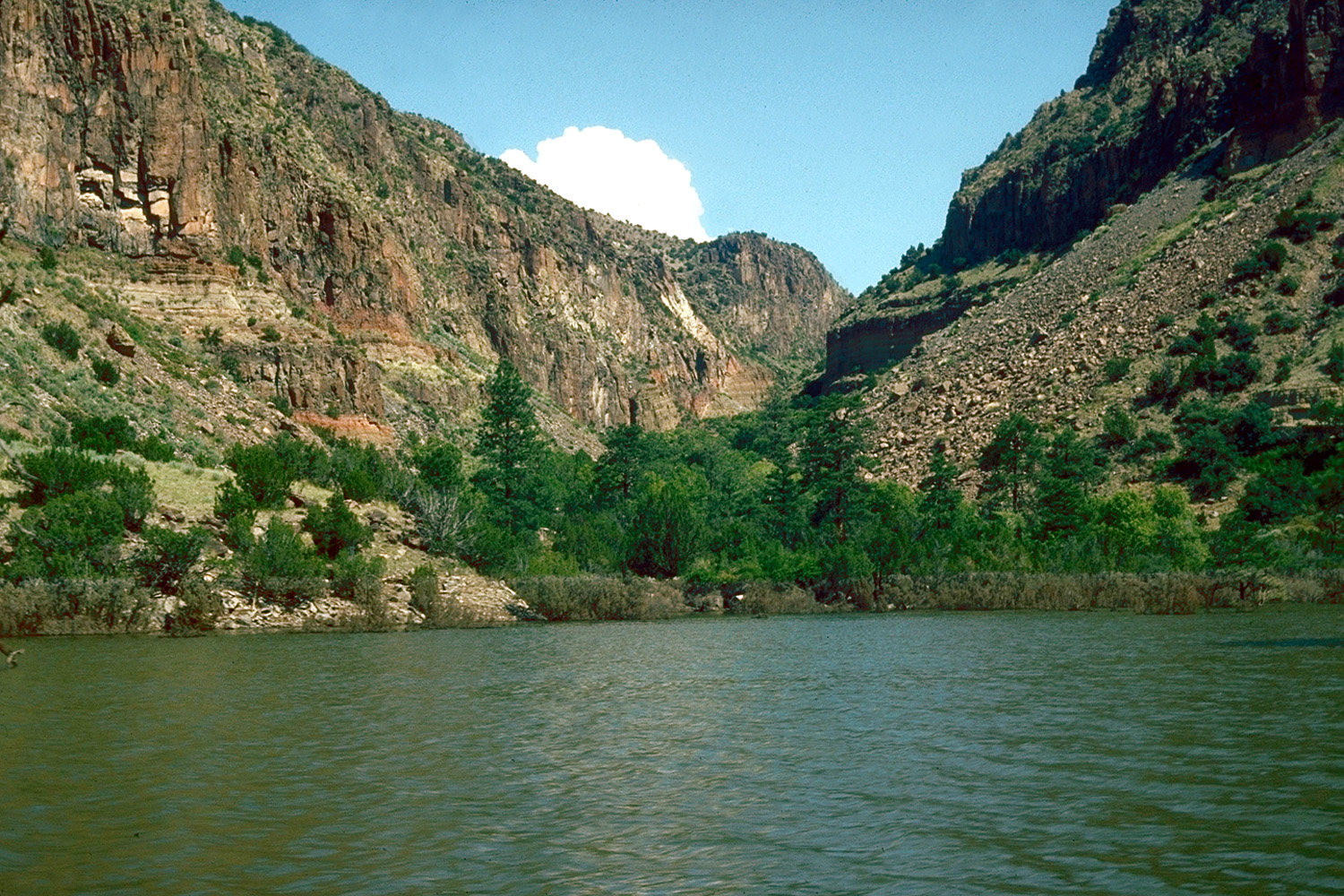
Lac de Cochiti.
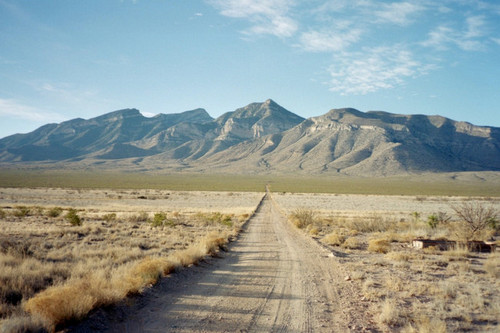
Route menant vers le pic de Big hatchet.

### Aires protégées

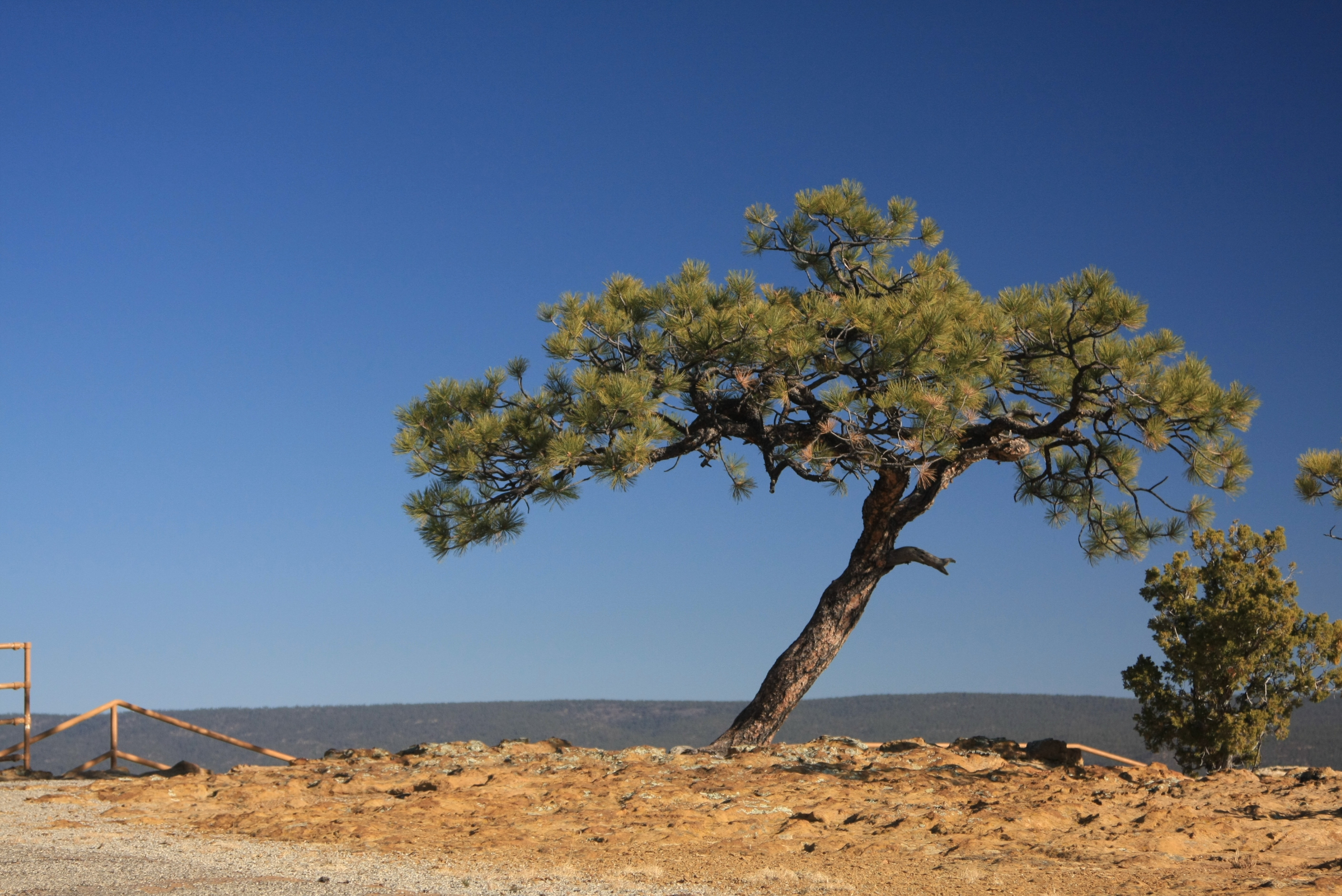
Au sein du monument national de El Morro.

On compte 18 aires protégées gérées par le National Park Service au Nouveau-Mexique :
- Bandelier National Monument
- Aztec Ruins National Monument
- Capulin Volcano National Monument
- Parc national des grottes de Carlsbad
- Chaco Canyon
- Camino Real de Tierra Adentro
- El Malpais National Monument
- El Morro National Monument
- Fort Union National Monument
- Gila Cliff Dwellings National Monument
- Manhattan Project National Historical Park
- Old Spanish
- Pecos National Historical Park
- Monument national de Petroglyph
- Salinas Pueblo Missions National Monument
- Piste de Santa Fe
- Valles Caldera National Preserve
- White Sands

## Subdivisions administratives

### Comtés
L'État du Nouveau-Mexique est divisé en 33 comtés.

### Agglomérations

#### Aires métropolitaines et micropolitaines
Le Bureau de la gestion et du budget a défini quatre aires métropolitaines et quatorze aires micropolitaines dans l'État du Nouveau-Mexique.
| Zone urbaine | Population (2010) | Population (2013) | Variation (2010-2013) | Rang national (2013) |
| ------------ | ----------------- | ----------------- | --------------------- | -------------------- |
| Albuquerque  | 887 077           | 902 797           | 1,8 %                 | 59                   |
| Las Cruces   | 209 233           | 213 460           | 2,0 %                 | 204                  |
| Santa Fe     | 144 170           | 147 423           | 2,3 %                 | 280                  |
| Farmington   | 130 044           | 126 503           | -2,7 %                | 310                  |

| Zone urbaine     | Population (2010) | Population (2013) | Variation (2010-2013) | Rang national (2013) |
| ---------------- | ----------------- | ----------------- | --------------------- | -------------------- |
| Gallup           | 71 492            | 73 308            | 2,5 %                 | 89                   |
| Hobbs            | 64 727            | 68 062            | 5,2 %                 | 108                  |
| Roswell          | 65 645            | 65 823            | 0,3 %                 | 118                  |
| Alamogordo       | 63 797            | 65 616            | 2,9 %                 | 119                  |
| Carlsbad-Artesia | 53 829            | 55 471            | 3,1 %                 | 170                  |
| Clovis           | 48 376            | 50 598            | 4,6 %                 | 209                  |
| Española         | 40 246            | 40 072            | -0,4 %                | 310                  |
| Taos             | 32 937            | 33 035            | 0,3 %                 | 397                  |
| Silver City      | 29 514            | 29 328            | -0,6 %                | 431                  |
| Las Vegas        | 29 393            | 28 541            | -2,9 %                | 438                  |
| Grants           | 27 213            | 27 335            | 0,5 %                 | 453                  |
| Deming           | 25 095            | 24 659            | -1,7 %                | 476                  |
| Portales         | 19 846            | 19 955            | 0,6 %                 | 514                  |
| Los Alamos       | 17 950            | 17 798            | -0,9 %                | 518                  |

En 2010, 95,2 % des Néo-Mexicains résidaient dans une zone à caractère urbain, dont 66,6 % dans une aire métropolitaine et 28,7 % dans une aire micropolitaine. L'aire métropolitaine d'Albuquerque regroupait à elle seule 43,1 % de la population de l'État.

#### Aires métropolitaines combinées
Le Bureau de la gestion et du budget a également défini trois aires métropolitaines combinées dans ou en partie dans l'État du Nouveau-Mexique.
| Zone urbaine                       | Population (2010)   | Population (2013)   | Variation (2010-2013) | Rang national (2013) |
| ---------------------------------- | ------------------- | ------------------- | --------------------- | -------------------- |
| Albuquerque-Santa Fe-Las Vegas, NM | 1 146 049           | 1 163 966           | 1,6 %                 | 47                   |
| El Paso-Las Cruces, TX-NM          | 209 233 (1 013 356) | 213 460 (1 044 496) | 2,0 % (3,1 %)         | (52)                 |
| Clovis-Portales, NM                | 68 222              | 70 553              | 3,4 %                 | 165                  |

### Municipalités

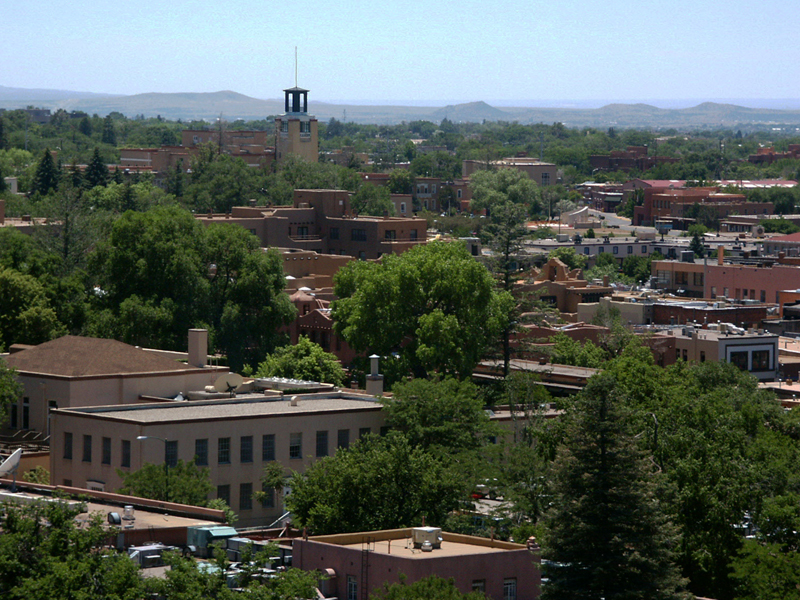
Santa Fe, capitale du Nouveau-Mexique.

L'État du Nouveau-Mexique compte 103 municipalités, dont 20 de plus de 10 000 habitants.
| Rang | Municipalité | Comté      | Population (2010) | Population (2013) | Variation (2010-2013) |
| ---- | ------------ | ---------- | ----------------- | ----------------- | --------------------- |
| 1    | Albuquerque  | Bernalillo | 545 852           | 556 495           | 1,9 %                 |
| 2    | Las Cruces   | Doña Ana   | 97 618            | 101 324           | 3,8 %                 |
| 3    | Rio Rancho   | Sandoval   | 87 521            | 91 956            | 5,1 %                 |
| 4    | Santa Fe     | Santa Fe   | 67 947            | 69 976            | 3,0 %                 |
| 5    | Roswell      | Chaves     | 48 366            | 48 611            | 0,5 %                 |
| 6    | Farmington   | San Juan   | 45 877            | 45 426            | -1,0 %                |
| 7    | Clovis       | Curry      | 37 775            | 39 508            | 4,6 %                 |
| 8    | Hobbs        | Lea        | 34 122            | 36 041            | 5,6 %                 |
| 9    | Alamogordo   | Otero      | 30 403            | 31 368            | 3,2 %                 |
| 10   | Carlsbad     | Eddy       | 26 138            | 27 653            | 5,8 %                 |
| 11   | Gallup       | McKinley   | 21 678            | 22 261            | 2,7 %                 |
| 12   | Los Lunas    | Valencia   | 14 835            | 15 308            | 3,2 %                 |
| 13   | Sunland Park | Doña Ana   | 14 106            | 15 069            | 6,8 %                 |
| 14   | Deming       | Luna       | 14 855            | 14 609            | -1,7 %                |
| 15   | Las Vegas    | San Miguel | 13 753            | 13 691            | -0,5 %                |
| 16   | Portales     | Roosevelt  | 12 280            | 12 497            | 1,8 %                 |
| 17   | Lovington    | Lea        | 11 009            | 11 550            | 4,9 %                 |
| 18   | Artesia      | Eddy       | 11 301            | 11 484            | 1,6 %                 |
| 19   | Silver City  | Grant      | 10 315            | 10 273            | -0,4 %                |
| 20   | Española     | Rio Arriba | 10 224            | 10 190            | -0,3 %                |

La municipalité d'Albuquerque était la 32e municipalité la plus peuplée des États-Unis en 2013.

## Démographie

### Population

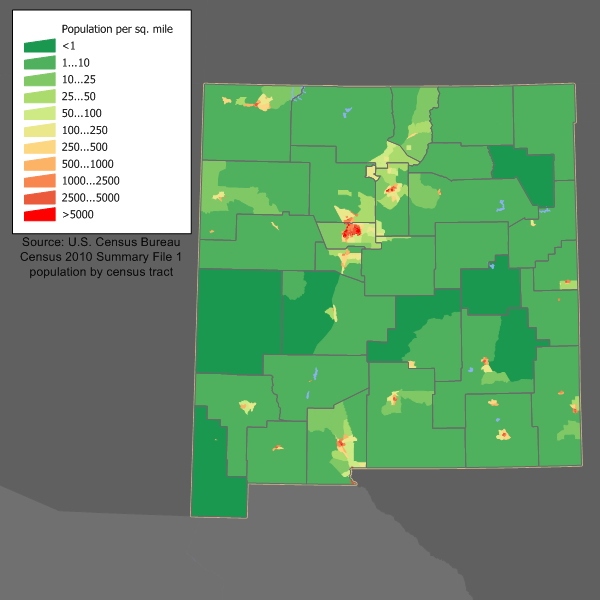
Densités de population en 2010 (par mille carré).

Le Bureau du recensement des États-Unis estime la population du Nouveau-Mexique à 2 117 522 habitants au 1er avril 2020, soit une hausse de 2,83 % depuis le recensement des États-Unis de 2010 qui trouvait une population de 2 059 179 habitants. Depuis 2010, l'État a eu la 39e croissance démographique la plus soutenue des États-Unis.
Avec 2 117 522 habitants en 2020, le Nouveau-Mexique est le 36e État le plus peuplé des États-Unis. Sa population compte pour 0,64 % de la population du pays, en baisse sur le 0,69 % de la population de 2010. À cette dernière date, le centre démographique de l'État était localisé dans l'ouest du comté de Torrance. Avec 6,55 hab./km2 en 2010, le Nouveau-Mexique était le sixième État le moins dense des États-Unis.
Le taux d'urbains était de 77,4 % et celui de ruraux de 22,6 %.
En 2010, le taux de natalité s'élevait à 13,5 ‰ (13,0 ‰ en 2012) et le taux de mortalité à 7,7 ‰ (8,0 ‰ en 2012). L'indice de fécondité était de 2,06 enfants par femme (1,98 en 2012). Le taux de mortalité infantile s'élevait à 5,6 ‰ (6,9 ‰ en 2012). La population était composée de 25,19 % de personnes de moins de 18 ans, 9,88 % de personnes entre 18 et 24 ans, 25,05 % de personnes entre 25 et 44 ans, 26,66 % de personnes entre 45 et 64 ans et 13,22 % de personnes de 65 ans et plus. L'âge médian était de 36,7 ans.
Entre 2010 et 2013, l'accroissement de la population (+ 26 104) était le résultat d'une part d'un solde naturel positif (+ 36 121) avec un excédent des naissances (88 993) sur les décès (52 872), et d'autre part d'un solde migratoire négatif (- 9 750) avec un excédent des flux migratoires internationaux (+ 5 837) et un déficit des flux migratoires intérieurs (- 15 587).
Selon des estimations de 2013, 88,7 % des Néo-Mexicains étaient nés dans un État fédéré, dont 52,0 % dans l'État du Nouveau-Mexique et 36,7 % dans un autre État (12,8 % dans le Sud, 12,7 % dans l'Ouest, 7,3 % dans le Midwest, 3,9 % dans le Nord-Est), 1,2 % étaient nés dans un territoire non incorporé ou à l'étranger avec au moins un parent américain et 10,1 % étaient nés à l'étranger de parents étrangers (78,6 % en Amérique latine, 10,6 % en Asie, 8,3 % en Europe, 1,2 % en Amérique du Nord, 1,0 % en Afrique, 0,3 % en Océanie). Parmi ces derniers, 34,4 % étaient naturalisés américain et 65,6 % étaient étrangers,.
Selon des estimations de 2012 effectuées par le Pew Hispanic Center, l'État comptait 70 000 immigrés illégaux, soit 3,4 % de la population.

### Composition ethno-raciale et origines ancestrales
Selon le recensement des États-Unis de 2010, la population était composée de 68,37 % de Blancs, 9,38 % d'Amérindiens (5,26 % de Navajos, 1,86 % de Pueblos), 3,74 % de Métis, 2,07 % de Noirs, 1,37 % d'Asiatiques, 0,09 % d'Océaniens et 14,98 % de personnes n'entrant dans aucune de ces catégories.
Les Métis se décomposaient entre ceux revendiquant deux races (3,51 %), principalement blanche et autre (1,37 %) et blanche et amérindienne (0,81 %), et ceux revendiquant trois races ou plus (0,23 %).
Les non-hispaniques représentaient 53,70 % de la population avec 40,49 % de Blancs, 8,52 % d'Amérindiens, 1,72 % de Noirs, 1,45 % de Métis, 1,28 % d'Asiatiques, 0,06 % d'Océaniens et 0,18 % de personnes n'entrant dans aucune de ces catégories, tandis que les Hispaniques comptaient pour 46,30 % de la population, principalement des personnes originaires du Mexique (28,70 %) et d'Espagne (3,16 %).
En 2010, l'État du Nouveau-Mexique avait la plus forte proportion d'Hispaniques et la 2e plus forte proportion d'Amérindiens après l'Alaska (14,77 %). A contrario, l'État avait la 3e plus faible proportion de Blancs non hispaniques après Hawaï (22,74 %) et la Californie (40,15 %).
L'État comptait également le 4e plus grand nombre d'Amérindiens (193 222) après la Californie (362 801), l'Oklahoma (321 687) et l'Arizona (296 529) ainsi que le 9e plus grand nombre d'Hispaniques (953 403) des États-Unis.
À l'instar du Texas (45,33 %), de la Californie (40,15 %) et d'Hawaï (22,74 %), le Nouveau-Mexique est un État aux minorités majoritaires, concept selon lequel la population blanche non hispanique représente moins de la moitié de la population.
Depuis 2003, le Nouveau-Mexique compte plus d'Hispaniques que de Blancs non hispaniques.
|                                         | 1940  | 1950  | 1960  | 1970  | 1980  | 1990  | 2000  | 2010  |
| --------------------------------------- | ----- | ----- | ----- | ----- | ----- | ----- | ----- | ----- |
| Blancs                                  | 92,57 | 92,52 | 92,09 | 90,14 | 75,03 | 75,64 | 66,75 | 68,37 |
| ———Non hispaniques                      |       |       |       |       | 52,65 | 50,44 | 44,72 | 40,49 |
| Amérindiens                             | 6,49  | 6,15  | 5,92  | 7,16  | 8,14  | 8,87  | 9,54  | 9,38  |
| ———Non hispaniques                      |       |       |       |       |       |       | 8,88  | 8,52  |
| Noirs                                   | 0,88  | 1,23  | 1,79  | 1,92  | 1,84  | 1,99  | 1,89  | 2,07  |
| ———Non hispaniques                      |       |       |       |       |       | 1,82  | 1,69  | 1,72  |
| Asiatiques (et Océaniens jusqu'en 1990) | 0,06  | 0,07  | 0,16  | 0,22  | 0,52  | 0,93  | 1,06  | 1,37  |
| ———Non hispaniques                      |       |       |       |       |       |       | 1,00  | 1,28  |
| Autres                                  |       | 0,03  | 0,05  | 0,55  | 14,46 | 12,56 | 20,76 | 18,81 |
| ———Non hispaniques                      |       |       |       |       |       |       | 1,63  | 1,69  |
| Hispaniques (toutes races confondues)   |       |       |       |       | 36,63 | 38,23 | 42,08 | 46,30 |

En 2013, le Bureau du recensement des États-Unis estime la part des non hispaniques à 52,7 %, dont 39,3 % de Blancs, 8,5 % d'Amérindiens, 1,8 % de Noirs, 1,8 % de Métis et 1,3 % d'Asiatiques, et celle des Hispaniques à 47,3 %.
En 2000, les Néo-Mexicains s'identifiaient principalement comme étant d'origine mexicaine (18,1 %), allemande (9,9 %), anglaise (7,6 %), irlandaise (7,3 %), américaine (5,1 %) et espagnole (4,1 %).
L'État abrite la 31e communauté juive des États-Unis. Selon le North American Jewish Data Bank, l'État comptait 12 725 Juifs en 2013 (2 700 en 1971), soit 0,6 % de la population. Ils se concentraient principalement dans les agglomérations d'Albuquerque (7 500) et Santa Fe (3 300).
Les Amérindiens s'identifiaient principalement comme étant Navajos (56,1 %), Pueblos (19,8 %) et Apaches (4,0 %).
Les Hispaniques étaient principalement originaires du Mexique (62,0 %) et d'Espagne (6,8 %). Composée à 60,2 % de Blancs, 4,9 % de Métis, 1,9 % d'Amérindiens, 0,7 % de Noirs, 0,2 % d'Asiatiques, 0,1 % d'Océaniens et 32,0 % de personnes n'entrant dans aucune de ces catégories, la population hispanique représentait 61,3 % des Métis, 40,8 % des Blancs, 31,2 % des Océaniens, 16,7 % des Noirs, 9,2 % des Amérindiens, 6,7 % des Asiatiques et 98,8 % des personnes n'entrant dans aucune de ces catégories.
L'État avait la plus forte proportion de personnes originaires d'Espagne (3,16 %), la 3e plus forte proportion de personnes originaires du Mexique (28,70 %) et la 9e plus forte proportion de personnes originaires de Cuba (0,21 %).
L'État comptait également le 3e plus grand nombre de personnes originaires d'Espagne (65 045) et le 8e plus grand nombre de personnes originaires du Mexique (590 890).
Les Asiatiques s'identifiaient principalement comme étant Chinois (20,3 %), Philippins (17,6 %), Viêts (16,8 %), Indiens (16,1 %), Coréens (8,6 %) et Japonais (7,8 %).
Les Métis se décomposaient entre ceux revendiquant deux races (94,0 %), principalement blanche et autre (36,7 %), blanche et amérindienne (21,7 %), blanche et asiatique (9,9 %), blanche et noire (9,6 %) et amérindienne et autre (5,0 %), et ceux revendiquant trois races ou plus (6,0 %).

### Présence française au Nouveau-Mexique
Le Nouveau-Mexique, un état du sud-ouest américain qui était initialement habité par des puissantes et riches nations indiennes (Apaches, Comanches, Hopis, Navajos, Zuñis), puis qui fut progressivement colonisé par la Nouvelle-Espagne avant de devenir un État américain, a reçu un courant d’immigration de Français marginal mais régulier dès le XVIe siècle.
Certains de ces Français d'origine sont célèbres, comme  Ceran de Hault de Lassus de Saint Vrain (1802-1870), descendant d'aristocrates français émigrés aux États-Unis pendant la Révolution française qui connut une grande réussite dans les affaires, ou bien le premier archevêque de Santa Fé (Nouveau-Mexique), Jean-Baptiste Lamy (1814 – 1888), originaire de la région de Clermont-Ferrand, qui figure dans le célèbre roman de l’écrivaine américaine Willa Cather (1873-1947), La mort et l’archevêque. Un nombre relativement important[Combien ?] des immigrés français au Nouveau-Mexique furent des prêtres ; d’autres, comme leurs compatriotes de la Nouvelle-France, étaient initialement des trappeurs et négociants en fourrures, puis des forestiers, agriculteurs, éleveurs et négociants.

### Religions
| Religion                    | Nouveau-Mexique | États-Unis |
| --------------------------- | --------------- | ---------- |
| Catholicisme                | 34              | 20,8       |
| Protestantisme évangélique  | 23              | 25,4       |
| Protestantisme traditionnel | 14              | 14,7       |
| Non-affiliés                | 13              | 15,8       |
| Agnosticisme                | 5               | 4,0        |
| Athéisme                    | 3               | 3,1        |
| Mormonisme                  | 2               | 1,6        |
| Bouddhisme                  | 1               | 0,7        |
| Églises afro-américaines    | 1               | 6,5        |
| Témoins de Jéhovah          | 1               | 0,8        |
| Autres                      | 3               | 6,6        |

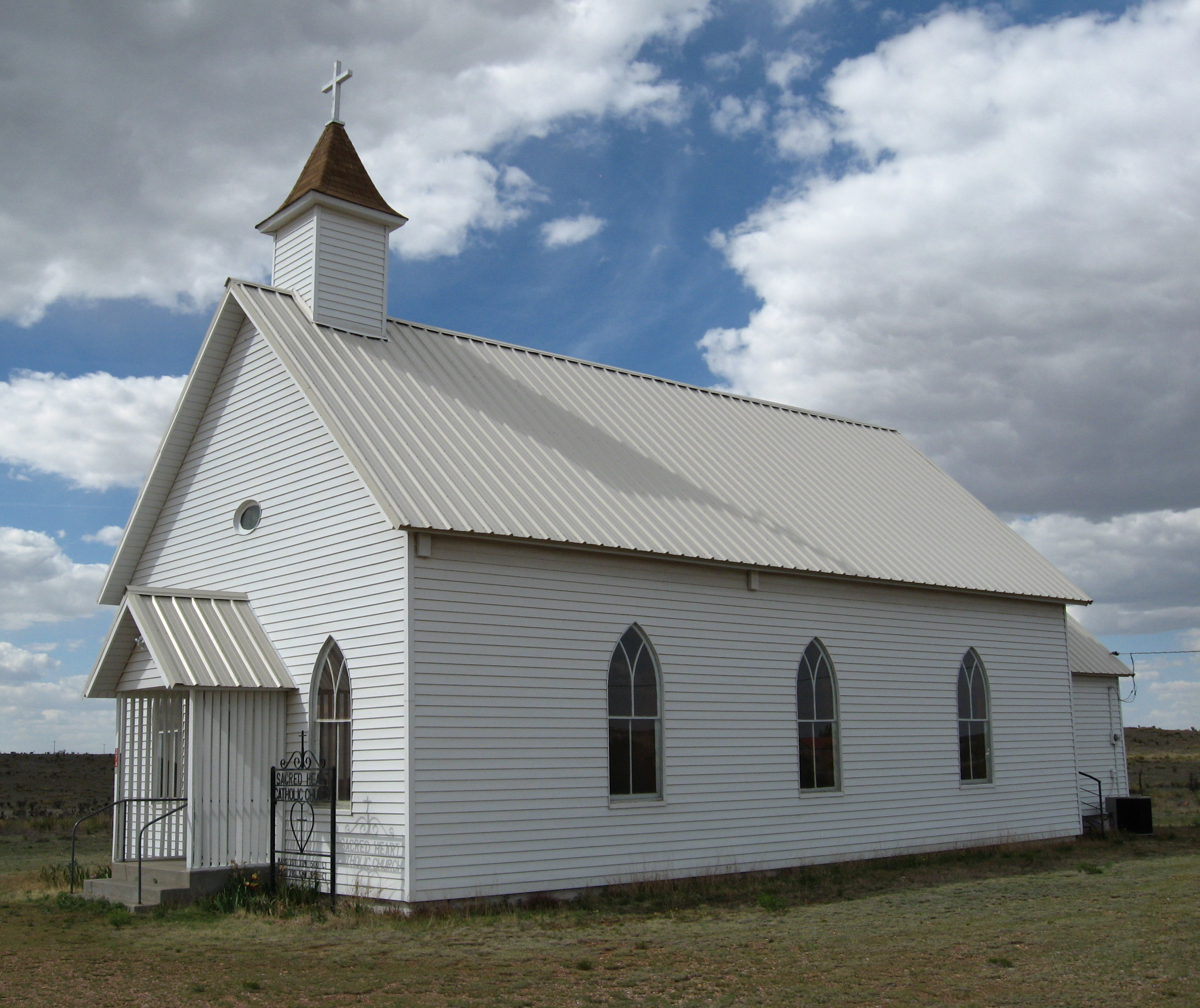
L'Église catholique de Nara Visa au Nouveau-Mexique.

Selon l'institut de sondage The Gallup Organization, en 2015, 42 % des habitants du Nouveau-Mexique se considèrent comme « très religieux » (40 % au niveau national), 26 % comme « modérément religieux » (29 % au niveau national) et 32 % comme « non religieux » (31 % au niveau national).

### Langues
Le Nouveau-Mexique n'a aucune langue officielle. L'anglais est la langue de l'enseignement et du gouvernement, mais il y a de nombreuses communes « à facilités » pour les hispanophones. De plus, toute loi promulguée par le Parlement de cet État est rédigée et en anglais et en espagnol. Les bulletins de vote pour les élections sont également en anglais et en espagnol.
Bien que seulement 28 % de la population soit de souche anglo-saxonne, l'anglais reste la langue du quotidien, et c'est la première langue de beaucoup des Hispaniques[réf. nécessaire].
Selon l'American Community Survey, en 2010, 63,96 % de la population âgée de plus de 5 ans déclare parler l'anglais à la maison, 28,45 % déclare parler l'espagnol, 3,45 % le navajo, 0,68 % le keres, 0,48 % le zuñi, 0,47 % une autre langue amérindienne et 5,61 % une autre langue.

## Politique
Le Nouveau-Mexique est, par rapport aux autres États des États-Unis, un État pauvre et conservateur du sud-ouest, avec une grande minorité (42 %) hispanique et de tradition démocrate.
En 2004, 50 % des inscrits sur les listes électorales étaient enregistrés en tant que démocrates contre 33 % de républicains.
| Année | Républicain       | Démocrate         |
| ----- | ----------------- | ----------------- |
| 1960  | 49,41 % (153 733) | 50,15 % (156 027) |
| 1964  | 40,24 % (131 838) | 59,22 % (194 017) |
| 1968  | 51,85 % (169 692) | 39,75 % (130 081) |
| 1972  | 61,05 % (235 606) | 36,56 % (141 084) |
| 1976  | 50,75 % (211 419) | 48,28 % (201 148) |
| 1980  | 54,97 % (250 779) | 36,78 % (167 826) |
| 1984  | 59,70 % (307 101) | 39,23 % (201 769) |
| 1988  | 51,86 % (270 341) | 46,90 % (244 497) |
| 1992  | 37,34 % (212 824) | 45,90 % (261 617) |
| 1996  | 41,86 % (232 751) | 49,18 % (273 495) |
| 2000  | 47,85 % (286 417) | 47,91 % (286 783) |
| 2004  | 49,84 % (376 930) | 49,05 % (370 942) |
| 2008  | 41,78 % (346 832) | 56,91 % (472 422) |
| 2012  | 42,84 % (335 788) | 52,99 % (415 335) |
| 2016  | 40,04 % (319 667) | 48,26 % (385 234) |
| 2020  | 43,50 % (401 894) | 54,29 % (501 614) |
| 2024  | 45,85 % (423 327) | 51,85 % (478 727) |

### Élections présidentielles: un État au diapason du vote national
Le Nouveau-Mexique était pour les élections présidentielles considéré comme un état pivot avec ses cinq grands électeurs. L'état est concerné par plusieurs cycles électoraux mais il est remarqué qu'il fut au diapason du vote national, sauf en élection présidentielle de 1976, 2000 et 2016, ces deux derniers ont la particularité d'avoir un candidat minoritaire au nombre de voix. Les résultats du vote populaire étaient souvent serrés mais depuis 2008, il est considéré comme solidement acquis aux démocrates, avec une marge importante,.

### Administration locale

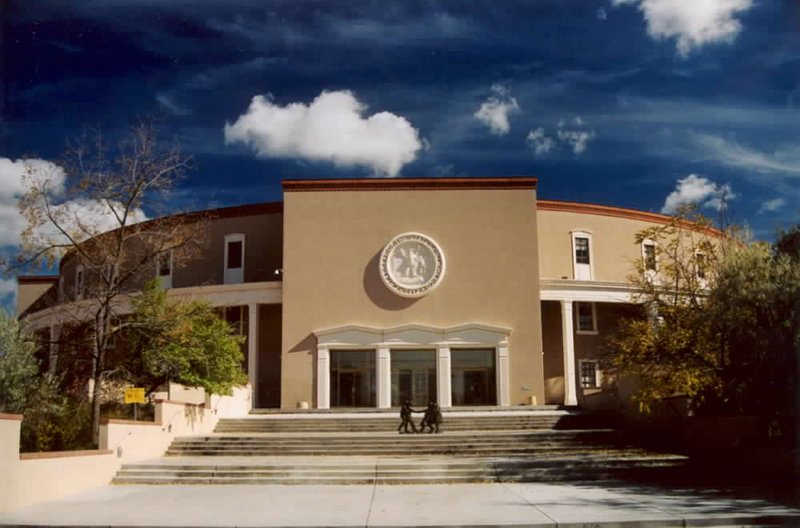
Le capitole du Nouveau-Mexique à Santa-Fe.

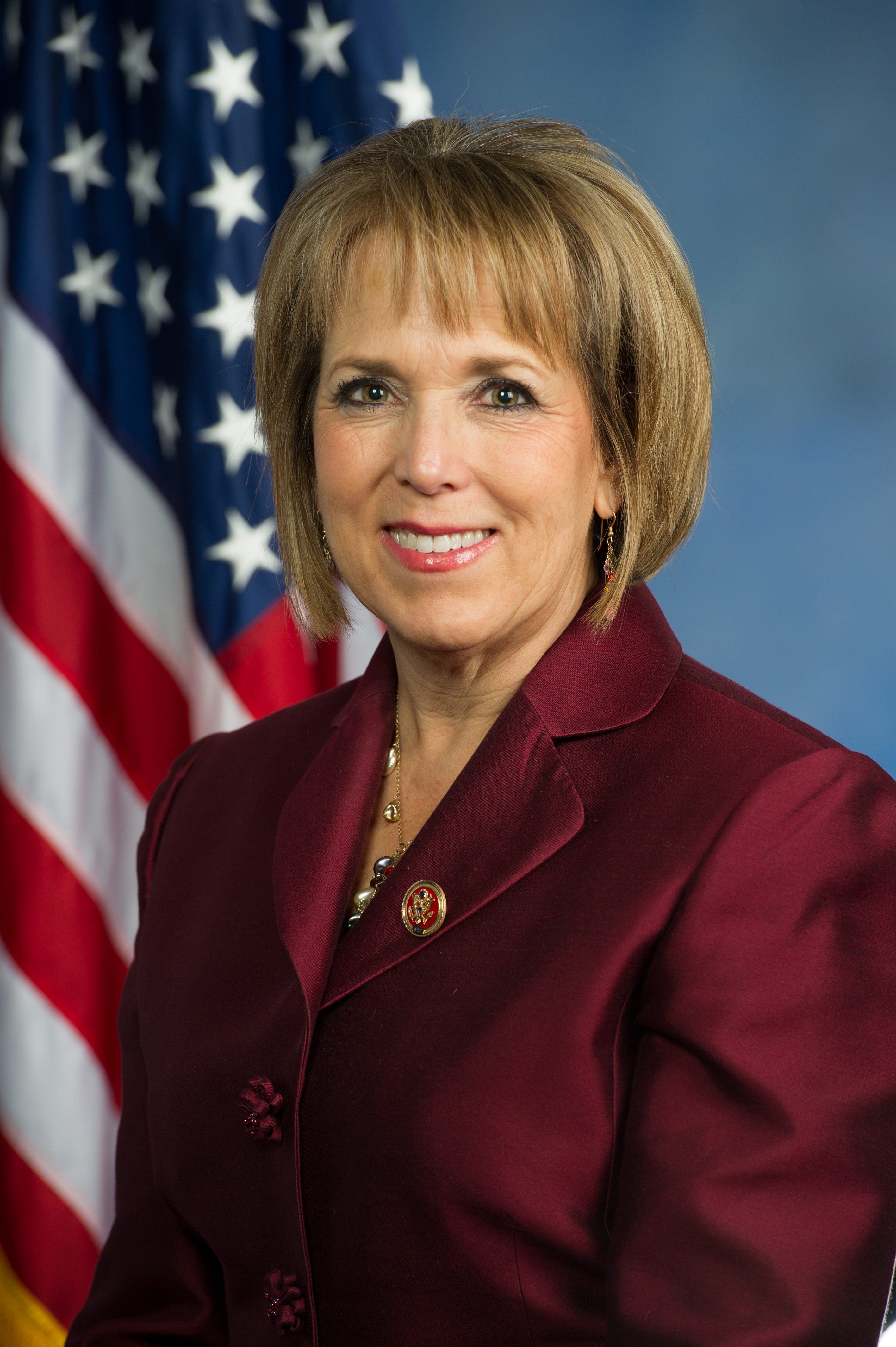
Michelle Lujan Grisham, gouverneure depuis 2019.

Depuis le 1er janvier 2019, la gouverneure de l'État est la démocrate Michelle Lujan Grisham, deuxième femme à diriger le Nouveau-Mexique. Le lieutenant-gouverneur est le démocrate Howie Morales. La secrétaire d'État, Maggie Toulouse Oliver, ainsi que l'attorney général et le secrétaire au trésor sont également démocrates.
La législature de l'État comprend le Sénat de 42 sièges et la Chambre des représentants de 70 sièges. Lors de la législature 2019-2021, la chambre est contrôlée par 47 représentants démocrates (face à 23 républicains).
Les démocrates dominent la région de Santa Fe, l'ouest et le sud de Albuquerque, le nord et l'ouest de l'État ainsi que les réserves indiennes. Les républicains ont leurs places fortes dans l'est et le sud de l'État, dans la région de Rio Rancho et dans la région nord-est de Albuquerque.
Le 18 mars 2009, le Nouveau-Mexique est devenu le quinzième État américain à avoir renoncé à appliquer la peine de mort (sans effet rétroactif pour les crimes commis avant l'entrée en vigueur de la loi).

### Représentation fédérale
Au niveau fédéral, lors du 114e congrès (législature 2015-2017), la délégation du Nouveau-Mexique au Congrès des États-Unis se compose de deux sénateurs démocrates, Martin Heinrich et Tom Udall, de deux représentants démocrates, Michelle Lujan Grisham  et Ben R. Luján, et d'un représentant républicain, Steve Pearce.

## Culture

### Architecture

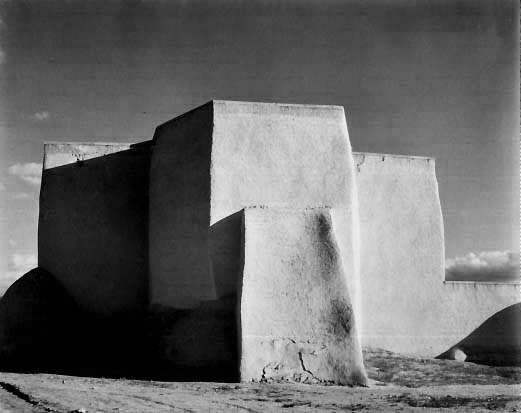
Ancienne mission construite en adobe par les Espagnols avec les populations amérindiennes en 1772.

L'architecture traditionnelle, aux formes géométriques, est adaptée aux conditions météorologiques difficiles du désert. Elle inspire encore certains architectes contemporains, du Nouveau-Mexique et d'ailleurs.

### Culture amérindienne
Près de Santa Fe, dans le vieux site indien de Tronis, en plein désert, on peut observer un phénomène curieux, très visité depuis sa découverte vers les années 1960 par le professeur West. Dès le solstice d'été, à l'aube, durant une dizaine de minutes, les rayons du Soleil, passant à travers une fissure de la roche, éclairent une pierre qui scintille fortement. Les Amérindiens utilisaient peut-être cette pierre comme calendrier. De nombreuses inscriptions y sont gravées, laissant penser à leur vie préhistorique.

### Littérature
Le Nouveau-Mexique est aussi un lieu d'inspiration d'écrivains. Ainsi, Cormac McCarthy, qui vécut près de Santa Fe depuis de nombreuses années, s'est très fortement inspiré de la culture des cow-boys, des paysages, et de la vie dans cet État pour écrire ses romans dont les plus célèbres sont l'importante Trilogie de la frontière (De si jolis chevaux (1992), Le Grand Passage (1994), Des villes dans la plaine (1998), qui ont tous directement trait au Nouveau-Mexique de la première moitié du XXe siècle) et plus récemment Non, ce pays n'est pas pour le vieil homme (2005) qui fut adapté au cinéma par les frères Coen dans le film No Country for Old Men (2008). La romancière américaine Willa Cather (lauréate du prix Pulitzer en 1923) situe l'action de son roman La Mort de l'archevêque au Nouveau-Mexique. Ce roman, cité par le Times comme étant l'un des 100 meilleurs romans en langue anglaise du XXe siècle, s'inspire très librement de la vie de missionnaires français comme Jean-Baptiste Lamy ou Anton Docher. De même l'écrivain français et prix Nobel de littérature 2008 J. M. G. Le Clézio, grand voyageur qui vécut sur les cinq continents, vit depuis plus de quinze ans à Albuquerque où il enseigne et apprécie lui aussi le symbole de la vie à la frontière mexicaine.

### Culture populaire
Le Nouveau-Mexique est le lieu où se déroule la plupart des scènes des séries Breaking Bad et Better Call Saul.

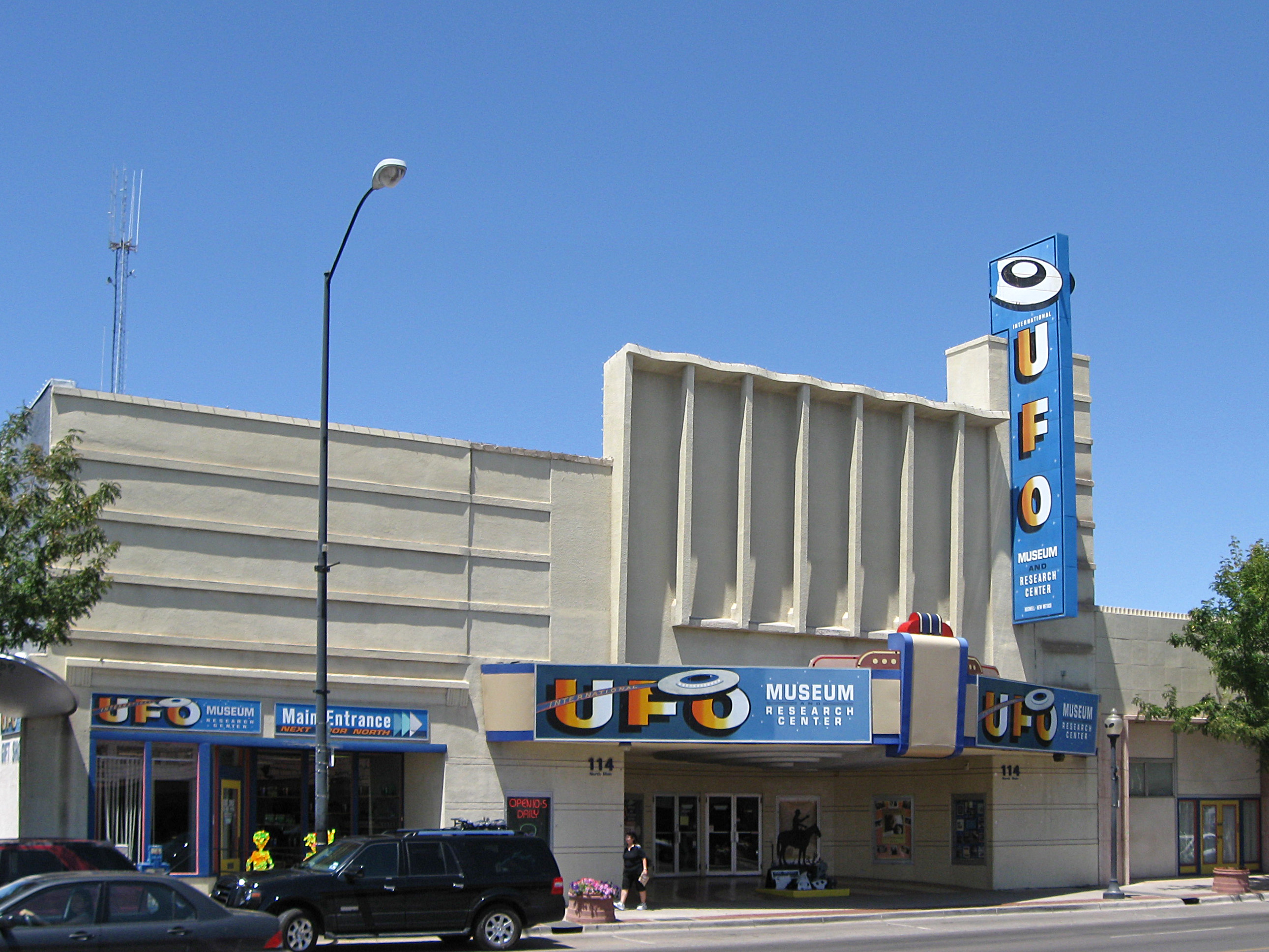
La ville de Roswell au Nouveau-Mexique est connue pour le cas historique de contact avec des extra-terrestres qui y serait survenu.

La ville de Roswell au Nouveau-Mexique est connue pour l'affaire de Roswell et son tourisme autour des extra-terrestres.

### Sport
Le rodéo est un sport pratiqué au Nouveau-Mexique
- Lobos du Nouveau-Mexique (NCAA)
- Aggies de New Mexico State (NCAA)

## Économie
Le Nouveau-Mexique a une économie très dépendante des matières premières et de l'agriculture. Le tourisme est également développé.
Le Nouveau-Mexique dispose d'une fiscalité attractive pour les entreprises.

### Agriculture
L'État produit, grâce à l'irrigation, du blé, du maïs, du coton, des légumes, des fourrages.
On y élève de manière extensive, des bovins et des moutons.

### Science et technologies

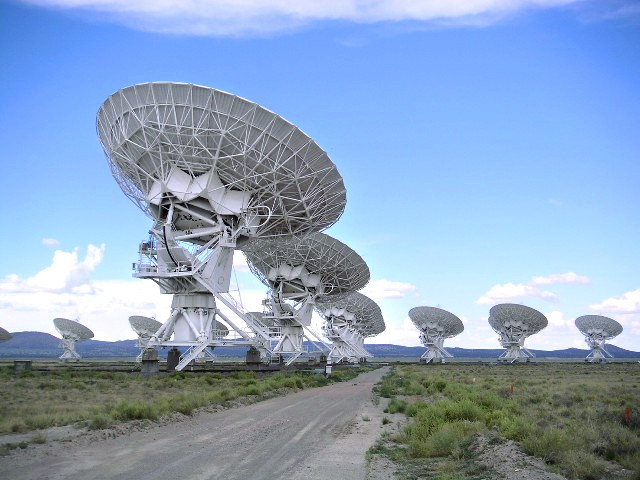
Very Large Array, Nouveau-Mexique.

Cet État intéresse beaucoup les archéologues en raison d'une occupation préhistorique ancienne.
Il est surtout connu pour le laboratoire de physique nucléaire de Los Alamos, construit près d'Albuquerque pour produire et tester la bombe atomique américaine qui devait mettre fin à la Seconde Guerre mondiale et aux ambitions hégémoniques d'Hitler. C'est le 16 juillet 1945, que la première bombe atomique test a explosé dans le bassin de Tularosa.

### Industrie
Les principales ressources minières sont le fer, le cuivre, le plomb, l'argent, l'or et la potasse.
Les ressources énergétiques incluent pétrole, gaz naturel et uranium.
L'industrie, modeste, se consacre au traitement des métaux et à la recherche nucléaire à Los Alamos.